# История шахмат

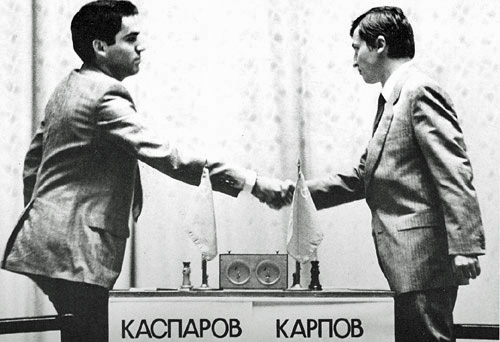
12-й и 13-й чемпионы мира по шахматам Анатолий Карпов (справа) и Гарри Каспаров в 1984—1990 годах провели 5 матчей за звание чемпиона мира

История шахмат насчитывает около полутора тысяч лет. Вероятно, старейшим известным предком шахмат является индийская игра чатуранга, заимствованная персами, которые видоизменили её и назвали шатрандж. После арабского завоевания Персии в VII веке шатрандж распространился в пределах арабского халифата, а от арабов стал известен европейцам. Близкий к современному облик шахматы приобрели в конце XV века, когда ныне существующие ходы получили ферзь и слон, до того — фигуры с ограниченной подвижностью. Игра существенно изменилась, стала более быстрой, преимущество первого хода у белых сделало возможным появление дебютов, в которых белые готовят атаку на ранней стадии партии, и стимулировало развитие дебютной теории.
В середине XIX века возникает система международных соревнований, сначала — в виде матчей между сильнейшими шахматистами разных городов и стран, со второй половины столетия — также и в виде международных турниров (конгрессов). В 1886 году Вильгельм Стейниц победил Иоганна Цукерторта в матче, по условиям которого победитель получал право объявить себя чемпионом мира. От этого события ведётся хроника шахматных чемпионов мира. В 1924 году была основана Международная шахматная федерация (ФИДЕ). После смерти 4-го чемпиона мира Александра Алехина в 1946 году следующие обладатели титула определялись в результате системы спортивного отбора по правилам, утверждённым ФИДЕ. В конце XX века в шахматах произошёл раскол: чемпион мира Каспаров и претендент Найджел Шорт провели очередной матч не под эгидой ФИДЕ, и в 1993—2006 годах одновременно разыгрывались звания чемпиона мира по версии ФИДЕ и по «классической» версии. С 2006 года розыгрыш звания чемпиона мира унифицирован. В 2022 году действующий чемпион мира Магнус Карлсен, владевший титулом с 2013 года и четырежды защитивший его, отказался от новой защиты, из-за чего звание было разыграно между первым и вторым призёрами турнира претендентов 2022. Действующим чемпионом мира с 2024 года является Доммараджу Гукеш.
Во второй половине XX века в мире шло развитие компьютерных шахмат. Если в 1970-х годах программы играли на достаточно слабом уровне, то в 1997 году разработанный IBM компьютер Deep Blue победил в матче Гарри Каспарова со счётом 3½ : 2½, а к началу XXI века превосходство шахматных программ над человеком стало общепризнанным.

## Возникновение шахмат. Чатуранга
Родиной шахмат считается Индия, в которой не позднее конца VI века н. э. была известна игра чатуранга (санскр. चतुरङ्ग) — вероятный прямой предшественник шахмат. В чатурангу на доске 8x8 играли комплектом фигур, схожих с шахматными, а целью игры было поставить мат королю противника. Существуют попытки, основанные на археологических и письменных свидетельствах, связать появление шахмат в более ранний период с Китаем или Сасанидской Персией, но эти свидетельства признаются недостаточными.
Первым текстом, в котором определённо упоминается чатуранга, считается исторический роман на санскрите «Харчашарита», написанный придворным поэтом короля Харши Баной (сер. VII века). В нём Бана использует метафору: «[в правление Харши] только пчёлы соперничали за взятки, только в стихах обрезались стопы и только аштапады [доски для игры] учили позициям чатуранги», то есть не велось настоящих войн. Составленный на среднеперсидском языке трактат «Чатранг-Намак» («Трактат о шахматах») повествует о том, как шахматы (чатранг) были подарены индийским правителем шахиншаху Хосрову I (531—579), это предание считается имеющим под собой историческую основу и фиксирующим знакомство персов с чатурангой в правление Хосрова I. Арабские источники в целом согласны в том, что шахматы возникли в Индии, откуда стали известны персам, хотя в изложении арабских историков какие-либо исторические детали плохо прослеживаются. Целый ряд арабских историков с теми или иными подробностями излагает легенду об изобретателе шахмат, потребовавшем от монарха в награду количество зёрен, которое получилось бы, если на каждой следующей клетке шахматной доски зёрна удваивались. Вскоре монарх понял, что такого количества зерна нет на всей планете (оно равно 264 − 1 = 18 446 744 073 709 551 615 ≈1,845×1019). Сразу у нескольких авторов создатель шахмат носит имя Сасса или Сисса. Эта легенда встречается у аль-Адли, аль-Якуби, аль-Бируни и в более поздних трудах.
О некоторых ходах фигур в чатуранге известно из трактата поэта IX века Рудраты «Кавьяланкара», в котором описаны задачи пройти все поля доски для чатуранги ходом коня, ходом колесницы (ладьи) и ходом слона. Ходы ладьи и коня были идентичны соответствующим современным шахматным фигурам, а слон, вероятно, перемещался на одно поле по диагонали в любом направлении и на одно поле вперёд. Однако полные правила чатуранги достоверно неизвестны.
Широко известно описание чатуранги для четырёх игроков, сделанное Бируни в его труде об Индии (ок. 1030 года). Согласно Бируни, на обычной доске 8x8 размещались четыре комплекта фигур, состоявших из короля, слона, коня, ладьи и четырёх пешек. Бросок игральной кости определял, какой фигурой игрок должен делать следующий ход, а за каждую съеденную фигуру противника игрок получал определённое количество долей от ставки. Британский исследователь XVIII века Хайрем Кокс выдвинул гипотезу о том, что шахматы развились из этой разновидности чатуранги, то есть игра для четырёх игроков была предшественником игры для двух. В серии статей и в работе «История шахмат» (1860) гипотезу развил Дункан Форбс. Согласно этой теории, к современному виду шахматы пришли из-за религиозного запрета на игру в кости и в результате переформирования комплектов фигур. Гарольд Мэррей в своей «Истории шахмат» (1913) констатировал, что никакие источники не подтверждают приоритета игры для четырёх участников, а гипотеза Кокса — Форбса, которая ещё и удревняла чатурангу на несколько тысяч лет, зиждется на ошибочных датировках индийских текстов. Сейчас она полностью отброшена историками, хотя рассказ о том, что предшественником шахмат была игра для четырёх игроков, по-прежнему часто встречается в популярной литературе.

## Шатрандж

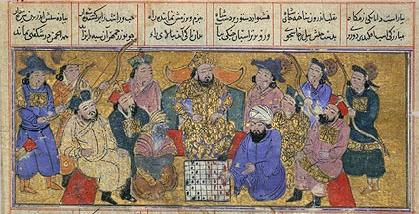
Персидская миниатюра XIV века «Бозоргмехр овладевает игрой в шахматы» (иллюстрация к поэме «Шахнаме»)

Предположительно в конце VI века чатуранга стала известна персам: под названием чатранг (пехл. چترنگ) игра упоминается в написанной на среднеперсидском языке «Книге деяний Ардашира сына Папака» (ок. 600 года). После завоевания Персии арабами (сер. VII века) последние познакомились с чатрангом; в арабском языке название игры стало звучать как шатрандж (араб. شَطْرَنْج‎).
Из арабской литературы детально известны правила шатранджа: победа достигалась матом, патом или уничтожением всех фигур соперника, а ключевыми отличиями от современных ходов фигур были ходы ферзя (только на одно поле по диагонали в любом направлении, это была слабейшая фигура) и слона (через одно поле по диагонали в любом направлении) и отсутствие рокировки. Пешки играли значительную роль в атаках, особенно на флангах. Они двигались на одно поле вперёд и, достигнув последней горизонтали, превращались только в ферзей. Шатрандж был медленной игрой, предполагавшей длительное позиционное маневрирование; типичными стратегиями были движение пешечных цепей или контроль слабых полей ферзём и слоном соответствующего цвета. В начале игры шатранджист, как правило, воспроизводил одну из типовых позиций (табий, предшественника современных дебютов), которая характеризовалась, в первую очередь, пешечной конфигурацией, после чего вступал в соприкосновение с оппонентом.
Соответствие игры в шахматы шариату с самого начала было неочевидным: шахматы не упомянуты в Коране прямо, при этом священная книга содержала недвусмысленный запрет на азартные игры (под азартными понимались игры на деньги либо игры, исход которых определялся случаем, например, броском кости). Влиятельный богослов VIII века Абу Ханифа считал шахматы допустимым, но порицаемым (макрух) развлечением, его современник Малик ибн Анас — безусловно запрещённым действием (харам), а богослов и правовед аш-Шафии сам играл в шахматы и объяснял, что когда это делается в целях интеллектуального совершенствования (например, когда в шахматы играет полководец), никакие предписания не нарушаются. Так или иначе, к воцарению династии Аббасидов (750 год) шатрандж был широко распространён в исламском мире. Историк упоминает, что первым аббасидским халифом, игравшим в шахматы, был Харун ар-Рашид (786—809 годы), он благоволил сильным игрокам и награждал их. Его сын халиф аль-Мамун в 819 году по пути из Хорасана в Багдад наблюдал за поединками между, вероятно, сильнейшими шахматистами своего времени Джабиром аль-Куфи, Абдельджафаром аль-Ансари и Зайрабом Катаем. При дворе халифов появлялись шахматные трактаты: библиограф Ибн ан-Надим перечисляет труды аль-Адли, ар-Рази (оба — IX век), ас-Сули, аль-Ладжладжа и Ибн Аликлидиси (все — X век). Про аль-Адли известно, что он считался сильнейшим игроком своего времени, пока не был побеждён в матче против ар-Рази. Мэррей приводит описание шестнадцати табий из арабских манускриптов, восемь из которых, по его подсчётам, описаны аль-Адли и ас-Сули, шесть — только аль-Адли, две — только ас-Сули. Кроме того, известны около 550 задач (мансуб).

## Шахматы в Восточной Азии

Сянци

Наибольшие изменения чатуранга претерпела, распространяясь из Индии на восток, где в результате возникли несколько игр, сильно отличавшихся и друг от друга, и от современных шахмат. Торговые пути через Лех, Кашмир и Каракорумский перевал издревле связывали Индию и Китай, что объясняет раннее знакомство Китая с игрой. Китайские шахматы сянци впервые упоминаются у Ню Сэнжу в сборнике «Сюань гуай лу» («Очерки о чудесах из мира тьмы», 1-я пол. IX в., династия Тан). В сянци фигуры двигаются не по полям, а по линиям и ставятся на точки пересечения линий («пункты»), всего доска из 9 вертикальных и 10 горизонтальных линий содержит 90 пунктов. Ходы фигур тоже отличаются, в сянци также существует дополнительная фигура «пушка», которая ходит как ладья, но может бить фигуру противника, только если между ней и этой фигурой стоит ещё одна фигура, через которую пушка «перепрыгивает». Центр доски для сянци пересекает «река», которая влияет на ходы некоторых фигур. Мэррей прослеживает характерные особенности сянци (передвижение фигур по «пунктам», появление пушки) уже к концу XIII века. От сянци, в свою очередь, произошла корейская игра чанги, которая в основных деталях совпадает с сянци (одно из отличий, например — отсутствие разделительной «реки»).

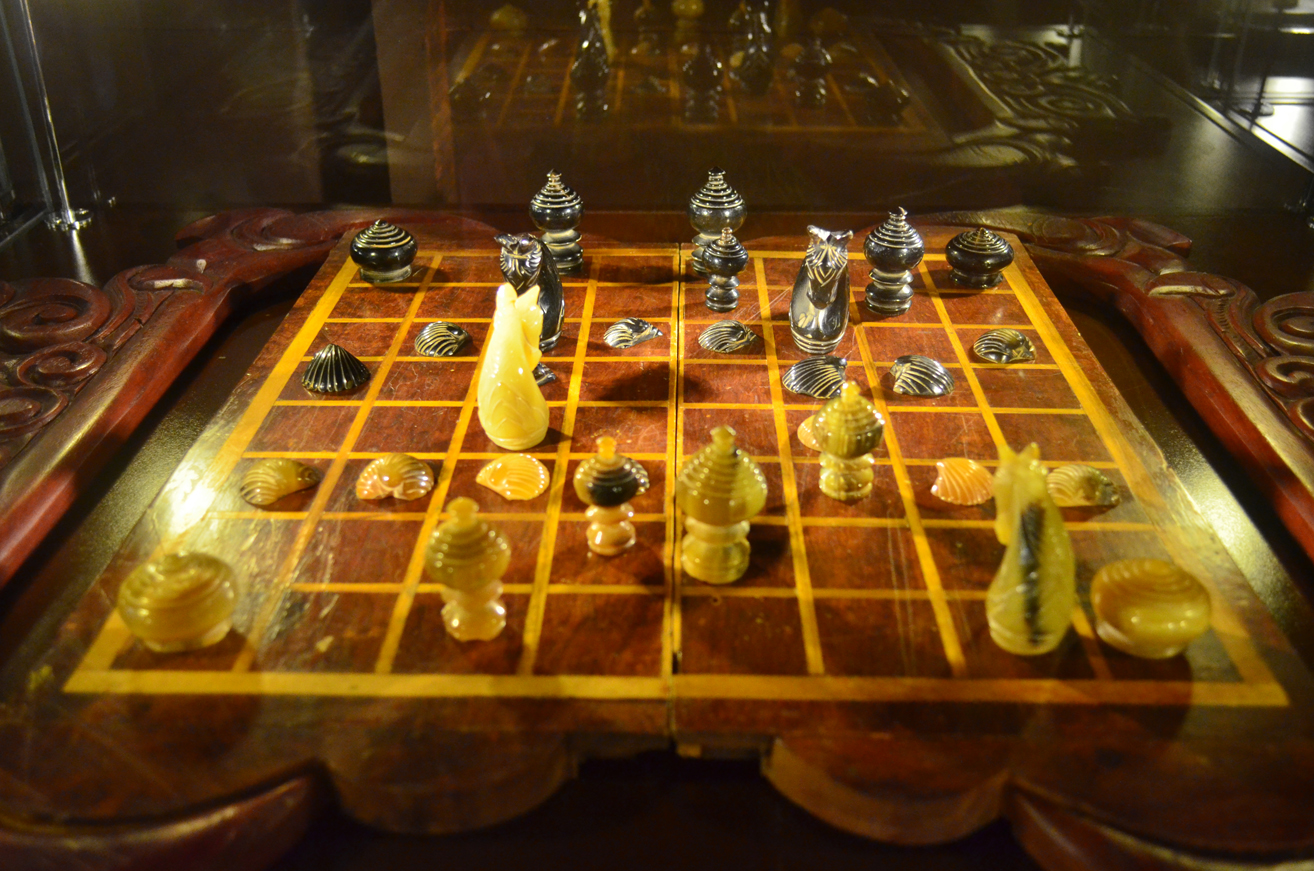
Макрук (тайские шахматы)

Большое количество черт чатуранги сохранено в тайских шахматах (макрук): доска, набор фигур и их ходы в них те же, что известны из чатуранги и шатранджа (слон перемещается на одно поле вперёд или по диагонали), в начальной расстановке пешки каждого игрока выдвинуты на третий ряд, а короли стоят несимметрично (напротив ферзей). При достижении шестого ряда пешка превращается в ферзя. Известны также бирманские шахматы ситтуйин (это название прямо восходит к слову «чатуранга»), в которых каждый игрок расставляет фигуры за рядом пешек на своей половине доски любым возможным образом, и игра по обычным правилам начинается только после того, как кто-нибудь из игроков приводит в движение пешки. Ходы фигур в макруке и ситтуйине совпадают.

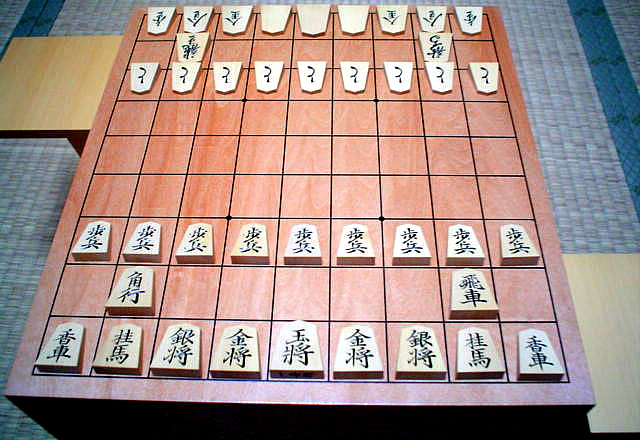
Сёги

История развития японских шахмат сёги до конца неясна. Первым текстом, упоминающим их, считается работа Фудзивары Юкинари (ок. 1000 года), но это могло быть результатом позднейшей вставки. Следующее упоминание у Фудзивары Акихиры датируется до 1064 года. Традиционно считается, что сёги пришли в Японию с материка, из Китая, как и множество других элементов японской культуры. Но сёги не имеют никаких специфических черт сянци, в частности, движения фигур по линиям, и имеют много отличий. Мэррей высказывал предположение, что сёги и современные сянци — результат развития древней формы сянци в двух разных направлениях. Другая гипотеза состоит в том, что сёги могли быть результатом знакомства японских мореходов с играми из региона Юго-Восточной Азии, например, макруком или ситтуйином: с ними сёги роднят инструмент превращения или, например, ход серебряного генерала, аналогичный ходу слона в этих играх. В сёги играют на вытянутой по вертикали доске 9×9 клеток плоскими фигурами одного цвета пятиугольной формы; принадлежность их игроку определяется по тому, в какую сторону направлено остриё фигуры. Превращение возможно для каждой фигуры: на её обороте указан ранг фигуры после превращения. Съев фигуру соперника, игрок может выставить её на доску в составе своего комплекта.
Бурятско-монгольская версия шатранджа называлась шатар или хиашатар (название, очевидно, восходит к «шатрандж»). Шахматы, вероятно, были известны монголам не позднее конца XVI века, так как игру в шахматы в своём труде упоминает монгольский историк XVII века Саган Сэцэн.
Сянци, сёги и макрук до настоящего времени очень популярны в соответствующих странах: согласно одному из подсчётов, в Таиланде около 2 млн человек играют в макрук и только 5000 — в «европейские» шахматы.

## Проникновение шахмат в Европу

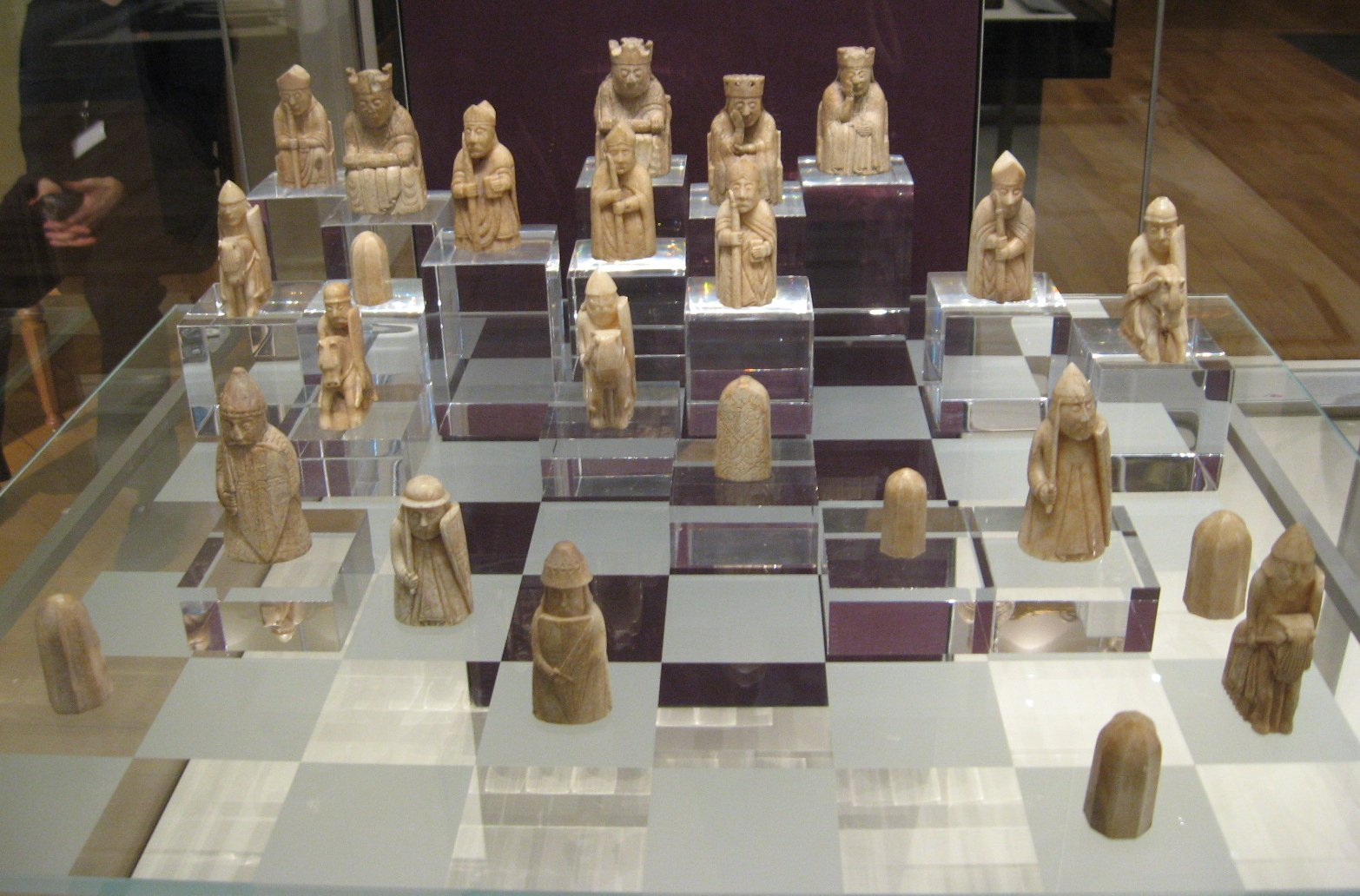
Шахматные фигуры с острова Льюис, выставленные в Британском музее (вероятно, Норвегия, 2-я пол. XII века)

Шахматы стали известны в Европе благодаря контактам с арабским миром на Пиренейском полуострове и Сицилии, в разное время находившихся под арабским владычеством. Г. Мэррей прослеживает эволюцию арабского слова «шах» (где, в отличие от персидского языка, из которого оно пришло в арабский, слово использовалось только для обозначения шахматного короля) в европейских языках: оно было заимствовано в латинский язык как обозначение фигуры короля в форме scac (scacus), от которой впоследствии образовались латинские scac(c)i и ludus scacorum («шахматы») и название игры в большинстве романских и германских языков; примечательное исключение — испанское ajedrez и португальское xadrez, восходящие к слову «шатрандж». Поскольку это слово претерпело в латинском языке и восходящих к нему романских языках те же изменения, что и другие латинские слова с буквосочетанием sca-, Мэррей заключает, что оно попало в латинский язык не позднее IX века. При этом отсутствие упоминаний шахмат в некоторых источниках, таких как «Жизнь Карла Великого» франкского историка Эйнхарда (нач. IX века) или перечень игр в вокабулярии X века на древнеанглийском языке — это верное свидетельство того, что шахматы были неизвестны на соответствующей территории. В письменных европейских источниках шахматные комплекты впервые упоминаются в XI веке, в завещаниях графа Уржеля Эрменгола I (974—1010) и графини Эрмезинды Каркассонской (ум. 1058). Начиная с XII века западноевропейские источники изобилуют упоминаниями игры. Мэррей выделяет в раннеевропейских шахматах две традиции: одну, восходящую к арабизированной Испании и популярную во Франции и, благодаря нормандскому завоеванию, в Англии, и вторую, сложившуюся в Италии и позднее в Германии и Скандинавии. Для первой традиции было характерно сохранение арабского наследия игры, что выражалось в номенклатуре: фигуру, стоявшую рядом с королём, называли «ферзь» (от араб. فرز‎, в свою очередь от перс. فرزين‎), а слон в старофранцузском назывался aufin (искажённое араб. فِيل‎, al-fil, восходящее к перс. پیل‎, «слон»). В континентальной традиции шахматы рассматривались как игра, учащая морали, реконструкция государства в миниатюре, а эти фигуры получили новое название: соответственно, «королева» и «епископ» («мудрец» и др.). Со временем «королева» полностью вытеснила «ферзя», что породило ряд казусов, в частности, вопрос о том, не противоречит ли существующему миропорядку то, что при превращении пешки на доске может появиться новая королева. В разных странах это решалось запретом на превращение, если первая королева ещё остаётся на доске, разным статусом обычной и превращённой королев или переименованием фигуры, например, в «деву» или «женщину» (лат. virgo, фр. mulier и др.).
В 1061 году кардинал-епископ Остии Пётр Дамиани в письме к папе Александру II осуждал флорентийского епископа, игравшего в шахматы, поскольку, с его точки зрения, не было разницы между шахматами и азартной игрой в кости. Канонический запрет последней не подвергался сомнению, «Правила святых апостолов» гласили: «Епископ, или пресвитер, или диакон, игре и пьянству преданный, или да престанет, или да будет извержен. Иподиакон, или чтец, или певец, подобное творящий, или да престанет, или да будет отлучён. Так же и миряне.» (п. 42, 43). Мэррей предполагает, что Дамиани были известны шахматы с игральными костями, на которые запрет безусловно распространялся, а, следовательно, он мог считать игру в шахматы без костей попыткой обхода запрета. Энн Саннекс пишет, что шахматы, в которых фигура, делающая следующий ход, определялась в зависимости от случайного числа, выпадающего на гранях игральных костей, были распространены в Европе в XI—XIV веках. Попытки запретить шахматы в числе других развлечений и азартных игр предпринимались европейскими монархами и духовенством неоднократно. Бернард Клервоский включил запрет в устав ордена тамплиеров (1128 год), епископ Парижа Одон де Сюлли (ум. в 1208 году) возбранял духовенству «прикасаться к шахматам и иметь их на дому», в XIII веке осуждали шахматы вместе с другими увеселениями и азартными играми король Франции Людовик IX, король Англии Генрих III и архиепископ Кентерберийский Джон Пэкхем. Однако эти попытки не имели успеха, игра в шахматы продолжала оставаться популярным увлечением образованных слоёв. Великий магистр Тевтонского ордена (1324—1330) Вернер фон Орзельн отменил запрет в ордене, считая шахматы подобающим занятием для рыцаря. Многие дошедшие до нас трактаты о шахматах созданы в среде духовенства.
Шахматы были популярны у викингов, сыгравших важную роль в распространении их по Европе вплоть до Исландии. Шахматы часто упоминаются в сагах, так, свод XIII века «Круг Земной» повествует о том, как Кнуд Великий приказал убить ярла Ульфа после ссоры за партией в шахматы. С викингами связан, вероятно, самый известный шахматный комплект Средневековья — шахматные фигуры, обнаруженные в 1831 году на острове Льюис (Внешние Гебридские острова, Шотландия). Точное место и время создания 78 вырезанных из моржового бивня и китового зуба фигур неизвестно, но по наиболее распространённой гипотезе они могли быть изготовлены в Тронхейме во 2-й половине XII века.
В Византийской империи шахматы были известны под названием «затрикион» (греч. Ζατρίκιον), образованным от среднеперсидского «чатранг» ещё до вытеснения его арабским «шатрандж», что позволяет датировать проникновение шахмат в Византию не позднее IX века. В то же время почти все сведения о шахматах в Византии содержатся в арабских источниках. В частности историк X века аль-Масуди и вслед за ним другие арабские историки упоминают, что в Византии в шахматы играли на круглых досках. Богослов XII века Иоанн Зонара, комментируя 42-е Правило святых апостолов, прямо распространял его на затрикион. После падения Константинополя (1453) византийский затрикион исчезает; в современном греческом языке игра называется Σκάκι (от латинского scaci).
В русских источниках слово «шахматы», образованное, по всей видимости, от персидских слов со значением «мат королю» (буквально: «властитель поражён (разбит)», перс. شاه مات‎), впервые встречается в XIII веке, хотя известны находки кладов с шахматными фигурами, относящиеся к XI—XII векам. Учитывая развитые торговые связи Руси с арабским халифатом и восточное происхождение названий фигур, И. Савенков, Мэррей и И. Линдер, считают вероятным ещё более раннее знакомство восточных славян с шахматами — вероятно, между VIII и X веками. Шатрандж мог прийти на Русь либо прямо из Персии через Кавказ и Хазарский каганат, либо от среднеазиатских народов, через Хорезм. В частности, о заимствовании с востока свидетельствуют названия «слон» — прямой перевод с арабского или персидского — и «ферзь». Сопоставление же русской шахматной терминологии с терминологией Грузии и Армении показывает, что ни название игры, ни названия фигур не могли быть заимствованы из этих регионов ни по смыслу, ни по созвучию.

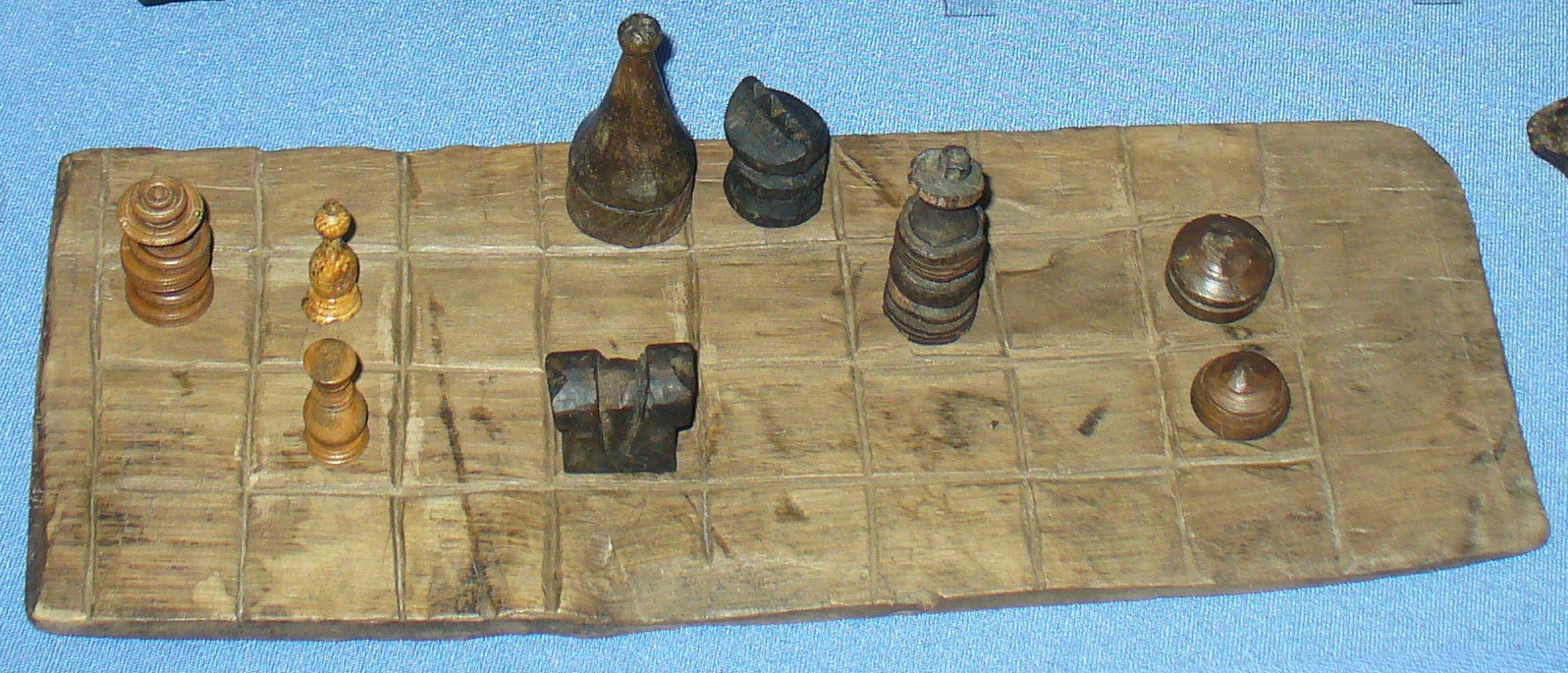
Русские шахматы XVII века и фрагмент доски

Отсутствие упоминаний шахмат в летописях и других русских источниках раннего средневековья Линдер связывает с унаследованной от Византии традицией осуждения шахмат православной церковью как азартной игры; поскольку летописи создавались монахами, умолчание было неизбежным. Запреты зафиксированы во многих исходивших от церкви документах. В кормчей книге 1262 года говорилось: «Епископом и клириком всем утешение всех и добродетели бытии подобает и первообразное и раздражение благодеянию; понеже и от сих есть неким уклонятся от доброго, или шахматы или зернию играть или упиваться, повелевает правило престати, или отлучатися таковым, или убо епископом и презвитором и диаконом и поддиаконом же и чтецем и певцем; и аще не простанут, изверзатися; не убо и мирским человекам шахмати и пианстве упражняющееся, отлучатися». В «Святительском поучении новопоставленному священнику», включённом в Новгородскую кормчую книгу (1280), шахматы уравнивались с гаданиями или конскими скачками: «Ни почитай возбранённых книг, или доселе чему научился еси, неведомые словеса, чары и лечьбы, коби или игры, дивы творя басни звягомых, лекы и шахматы имети да ся останеши, ни коньнанго уристания не зри». Согласно Паисиевскому сборнику (конец XIV — начало XV веков), игра в шахматы влекла извержение из сана для священника и епитимью для дьяка или мирянина: «Аще кто от клирик или калугер, или епископ, или прозвитер, или диакон играет шаматы или леки, да извержеться сана. Аще дьяк или простец да примут епитемью 2 лета 10 хлебе и 10 воде… а поклона на день 200, понеже игра та от беззаконных халдей, жрец бо идольскии тою игрою пророчествовашет о победе ко царю от идол, да то есть прелыценье сатаниыо». Место самых многочисленных находок средневековых шахматных фигур Руси — Великий Новгород, сырая почва которого позволяет сохраняться и небольшим деревянным фигурам, а годичные кольца брёвен, использовавшихся для мощения улиц, — точно датировать находки. По данным, приводимым Линдером (1964 год), на Неревском раскопе было найдено 58 фигур XII—XV веков из 36 комплектов, принадлежавших людям всех сословий: боярам, духовенству, ремесленникам и холопам.
В XVI веке шахматы в тех же выражениях осуждали московский митрополит Даниил и «Домострой» протопопа Сильвестра. Канонический запрет был отражён и в решении Стоглавого собора, глава 92 которого «О игрищах еллинского беснования» гласила: «Святаго вселенского шестого собора правило 50 и 51 запрещает всякое играние. Пятьдесятное убо правило собора сего возбраняет играти всем и причетником, и мирским человеком зернью и шахматы, и тавлеями, и влириями, рекше костьми, и прочими таковыми играми. 51 правило всякое играние возбраняет и отметает и причетникам, и простым людем. Такоже и упивание в пьянство.» Русская православная церковь де-юре не отменяла запрет, но он игнорировался уже во время принятия Стоглава. О повсеместной распространённости шахмат в Русском царстве писали путешественники Павел Одерборн (1581) и Джордж Турбервиль (1589). По сообщению Джерома Горсея, царь Иван Грозный умер или был убит (это место в его «Записках о России» до сих пор остаётся предметом интерпретаций) за шахматной доской.

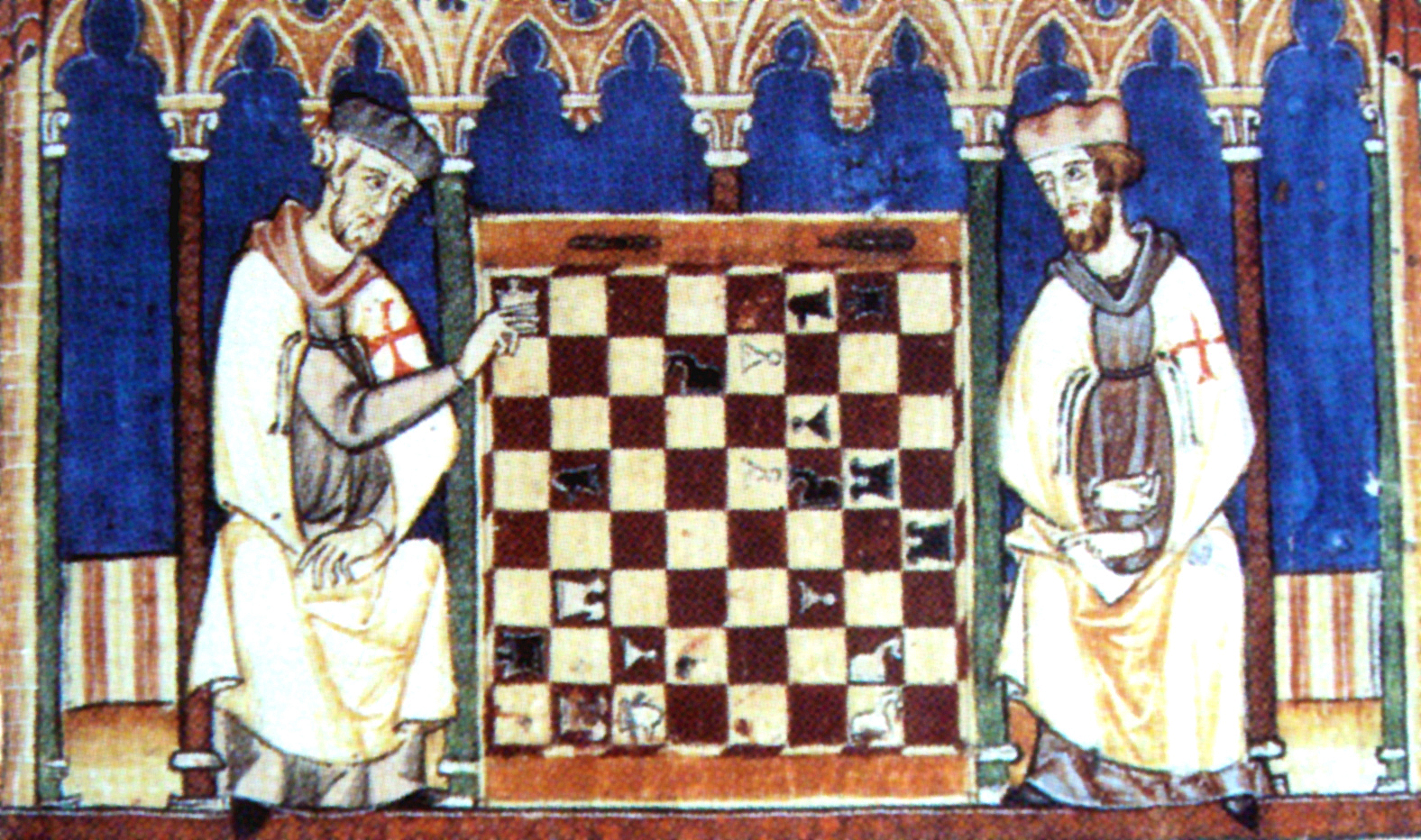
Тамплиеры играют в шахматы. Миниатюра из «Книги игр» (1283)

Ценнейшим источником по истории европейских шахмат до XV века считается составленный в 1283 году при короле Альфонсо X манускрипт, известный как «Книга игр» (исп. Libro de los juegos) или «Книга шахмат, костей и досок» (Libro de ajedrez, dados y tablas). Описанные в нём правила шахмат в целом наследуют шатранджу (в нём также повторяются некоторые модификации шатранджа, такие как астрономические шахматы, известные по арабским источникам), но также содержатся несколько нововведений, в частности, ферзь и пешка на первом ходу могут сделать «прыжок» на два поля, а не на одно; для пешки эта возможность сохранилась до настоящего времени. Право на «прыжок» появлялось и у «превращённого» ферзя (при этом превращение допускалось, только если ферзь уже был снят с доски). Примерно в то же время в Северной Италии был создан труд доминиканского монаха Якобуса Цессолеса «Об обычаях людей простых и знатных», в которой «прыжок» первым ходом получают и король (этот ход в будущем разовьётся в рокировку) или даже совместно король и ферзь. Также, по Цессолесу, пат признаётся ничьей, а «голый король» одной из сторон не означает автоматического поражения.

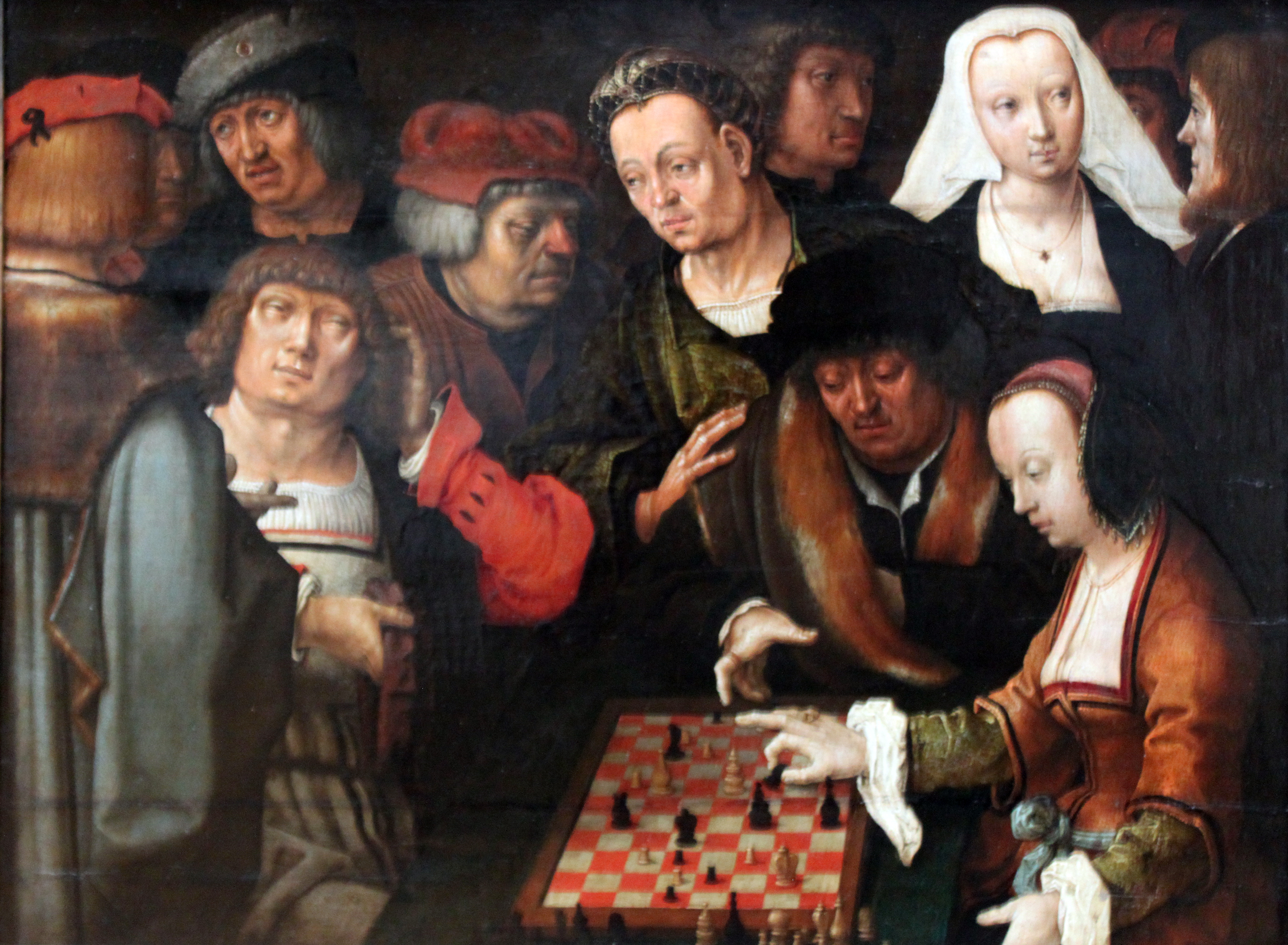
Лукас ван Лейден. «Игра в шахматы» (ок. 1508). На картине изображена партия в курьерские шахматы

Единственной известной средневековой европейской модификацией шахмат с введением дополнительных фигур являются так называемые курьерские шахматы. Первое их упоминание встречается в поэме «Вигалуа» Вирнта фон Графенберга (нач. XIII века), игра предполагается известной читателю. Затем курьерские шахматы упоминаются в стихах немецких поэтов XIV века Генриха фон Берингена и Конрада фон Амменхаузена. Подробное описание игры содержится в трактате Густава Селенуса «Шахматы, или Королевская игра» (1616). На доску размером 12x8 для каждого цвета добавлялись четыре новые фигуры: по одному советнику (нем. Ratt) и лазутчику (нем. Schleich) и два курьера. Курьер, как современный слон, перемещался по диагонали своего цвета на любое количество полей.

## Возникновение современных шахмат (XV—XVII века)

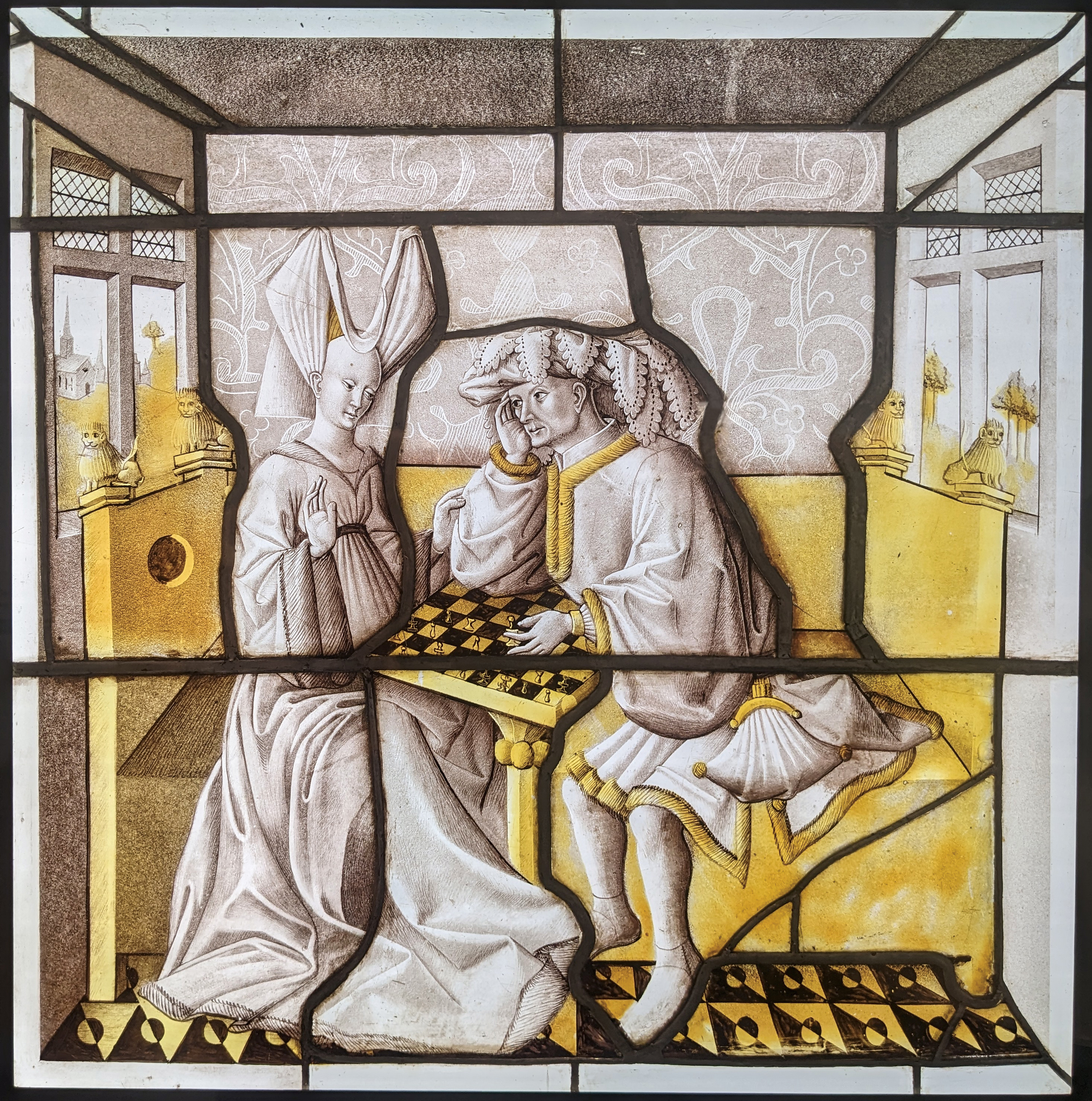
Шахматисты (витраж, XV век). Музей Клюни, Париж

Современный облик шахматы приобрели благодаря двум изменениям в правилах, датируемым приблизительно 1475 годом: ферзь, ранее перемещавшийся только на одно поле по диагонали, получил возможность ходить на любое количество полей в любом направлении и стал сильнейшей фигурой, а «прыжок» слона был заменён на перемещение по диагонали на любое количество полей. Эти новшества радикально изменили игру: её скорость увеличилась, неточная игра уже на первых ходах могла привести к стремительной атаке и поражению, что дало стимул к изучению дебютов. Если ранее пешка превращалась в слабейшую фигуру, то теперь превращение полностью меняло баланс сил на доске, а значит, изменилась и роль пешки в партии. Место рождения современных шахмат остаётся предметом споров. Мэррей писал об Италии: одним из ранних зафиксированных названий «новых» шахмат было schacci della rabiosa (от итал. rabiosa — «бешеная», эпитет «обновлённого» ферзя), а автор древнейшего сохранившегося трактата с описанием современных правил — в нём приводятся 75 задач по старым правилам и столько же по новым — испанец Лусена (ок. 1497) указывал, что собрал материал для него в Италии и Франции. Современные испанские историки Рикардо Кальво и Хосе Антонио Гарсон отстаивают приоритет Испании. Их главные доказательства — это опубликованная в конце XV века в Валенсии поэма на каталонском языке «Scachs d'amor» («Шахматы любви»), описывающая игру в шахматы по современным правилам, и утраченная в XIX веке рукопись валенсийского шахматиста Францеска Висента «Llibre dels jochs partits dels schacs en nombre de 100» («Книга 100 шахматных партий», 1495), которая, по их мнению, была источником труда Лусены. Кальво и Гарсон также считают Лусену автором Гёттингенской рукописи — трактата на латинском языке с описанием дебютов и шахматными задачами. Мэррей констатирует преемственность Гёттингенской рукописи к труду Лусены, но считает наиболее вероятным французское происхождение автора манускрипта. В 1512 году в Риме вышел первый итальянский учебник шахмат авторства Педро Дамиано (впрочем, задачи он заимствовал у Лусены). Только в XVI веке он восемь раз переиздавался и был переведён на французский, немецкий и английский. Трактат Лусены «Повторение любви и искусство игры в шахматы» и Гёттингенская рукопись содержат описание более десятка дебютов, включая известные сейчас как дебют слона, защита Филидора, итальянская партия, испанская партия с 3…Сc5, русская партия, принятый ферзевый гамбит. У Лусены и в «Шахматах любви» также упоминаются взятие на проходе и «прыжок» короля. «Прыжок» короля знаком и Дамиано.
В начале XVI века шахматы по новым правилам вытеснили старую игру в Испании и Италии, к середине века они распространились по большой части Европы. В Англии новые правила игры были известны уже Генри Говарду (1516—1547), как показывает одно из его стихотворений. В Германии к началу XVII века, по свидетельству Густава Селенуса, по старым правилам играли только в деревне Штрёбек. Из-за отсутствия подробных письменных источников неясно, в какой момент новые правила были занесены в Россию. Линдер считает, что это произошло достаточно быстро: никто из иностранных путешественников, отмечавших популярность игры на Руси, при этом не упоминает следования устаревшим правилам. Савенков же полагал, что новые правила были привиты Петром I вместе с прочими западными веяниями. В Исландии, вероятно, старые и новые шахматы существовали параллельно до начала XVIII века.
Правила шахмат в Европе не были едиными, каждому региону в XVI—XVII веках были присущи свои особенности: в Испании при игре на ставку игрок, поставивший противнику пат, выигрывал половину ставки (в других странах пат уже признавался ничьей); в Италии не было признано взятие на проходе, но, например, игрок не мог защититься от шаха ходом пешки, если она проходила битое поле; по-разному регулировался «прыжок» короля. Какие-то региональные вариации сохранялись в течение столетий. В Италии рокировка в современном виде стала известна к концу XVI века, но долгое время (в отдельных областях — до конца XIX века) существовала параллельно со «свободной рокировкой», когда игрок мог выбрать, на какие поля поставить короля и ладью. В Англии споры о том, может ли пешка превращаться в ещё не снятые с доски фигуры, шли до XIX века. В Германии в XVIII веке встречались обычаи разрешать ход на две клетки только двум крайним и двум центральным пешкам или вместе с короткой рокировкой передвигать пешку на h3. В России ещё в XIX веке были известны практики начинать партию не одним, а несколькими ходами или дополнительно к имеющимся у ферзя ходам давать ему ещё и ход коня.

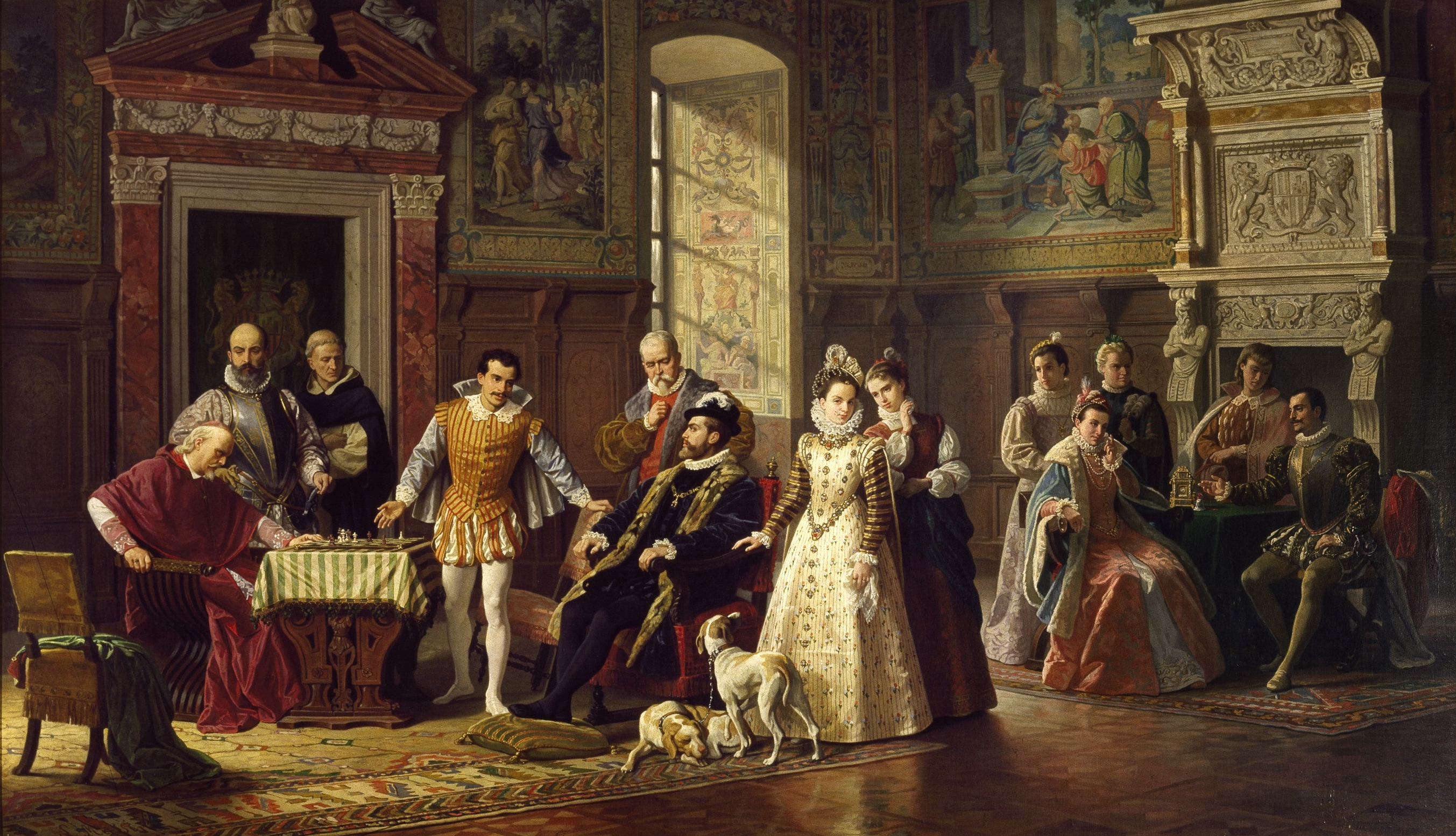
Луиджи Муссини. «Шахматный турнир при дворе короля Испании» (1883)

В 1561 году в Испании вышел шахматный учебник авторства Руя Лопеса де Сегуры. Второй из четырёх его разделов посвящён дебютам, и там впервые описан королевский гамбит и подробно — испанская партия, которую Лопес де Сегура рекомендует играть в ответ на 2…Кc6. В этом же учебнике, говоря о так называемой защите Дамиано, Лопес де Сегура вводит в оборот слово «гамбит» как описание дебютной ловушки с жертвой. Третий и четвёртый раздел учебника Лопеса полностью посвящены критике сочинения Дамиано. В 1574—1575 годах при дворе короля Испании Филиппа II Руй Лопес и другой сильнейший испанский шахматист Альфонсо Серон сыграли серию партий с сильнейшими итальянскими шахматистами Леонардо, Полерио и Томазо Капуто, и победа осталась за итальянскими шахматистами. Позже Лопес и Серон играли с другим итальянским мастером Паоло Бои и снова проиграли; победители были щедро награждены королём. В этот период покровительство знаменитым шахматистам со стороны монархов, аристократии или высшего духовенства было распространённым, в Италии, например, этим был знаменит герцог Сора Джакомо Бонкомпаньи. Шахматные сочинения Джулио Полерио, по выражению видного историка фон дер Лазы, были, после Руя Лопеса, «шагом из тьмы на свет»: кроме анализа дебютов, Полерио приводит продолжения партий и имена игроков, чем часто пренебрегали другие ранние авторы. Его дебютная подборка значительно богаче предшественников и включает, например, подробный анализ королевского гамбита, защиту Каро — Канн, защиту двух коней и варианты с фианкеттированием слона . В первой половине XVII века прославился как странствующий шахматист Джоакино Греко: он обильно публиковал манускрипты со своими партиями, большинство из которых заканчивалось эффектными комбинациями (сейчас считается, что по крайней мере часть из них не игралась в реальности, а вымышлена). Сборники партий Греко примечательны ещё и тем, что по ним видно, как автор адаптирует свою игру к правилам, существовавшим в каждой посещаемой им стране.
В Англии и Франции конца XVI—XVII веков шахматы были популярной игрой при королевских дворах (с перерывом на Протекторат Кромвеля: пуритане осуждали развлечения), но уровень мастерства был ниже, чем в Италии и Испании; из всех изданных в то время шахматных трактатов на английский был переведён только учебник Дамиани. Шахматы часто использовались в английском театре, а в поставленной в 1624 году в театре «Глобус» пьесе Томаса Мидлтона «Шахматная партия» действующими лицами были шахматные фигуры. Эта пьеса была снята с репертуара по требованию испанского посла из-за прозрачных аллюзий на главное политическое событие того времени — неудачные переговоры о браке наследника английского престола и испанской инфанты. В конце XVII века английский историк-ориенталист Томас Хайд провёл большую работу по собиранию арабских свидетельств и выдвинул предположение об индийских истоках шахмат. Из французского издания 1706 года известны 17 партий парижских шахматистов, сыгранных около 1680 года королевским гамбитом.

## Шахматы в XVIII веке

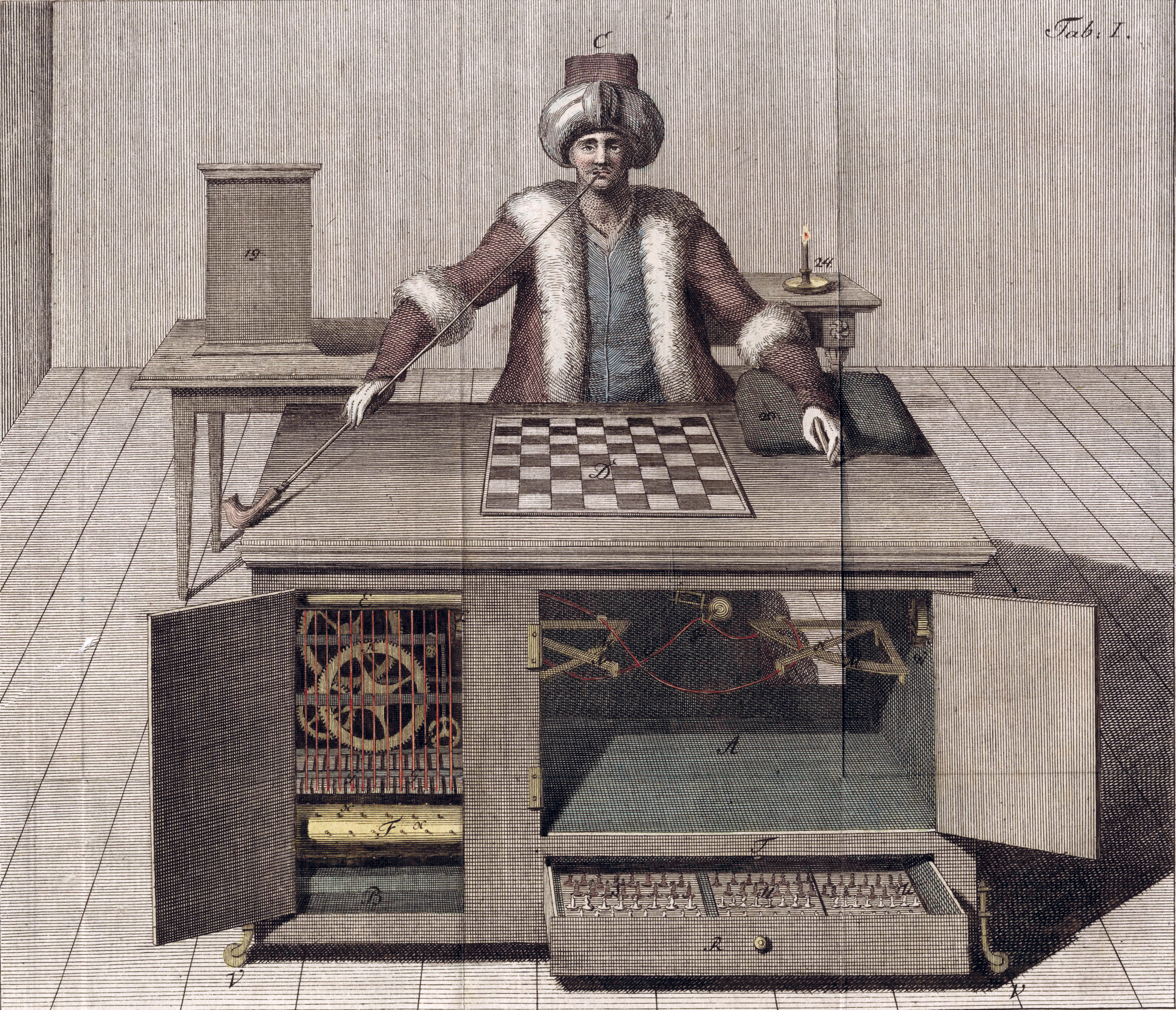
Шахматный автомат Кемпелена (гравюра из издания Ракниц, Йозеф Фридрих фон 1789 года)

В начале XVIII века в Париже и Лондоне приобрела популярность игра в шахматы в кафе. В Лондоне таким местом было основанное в 1692 году кафе «Олд Слотерс», в Париже долгое время не существовало какого-то одного центра, но во 2-й половине века всеевропейскую известность получило «Кафе де ля Режанс», которое посещали как сильнейшие шахматисты, так и ведущие интеллектуалы своего времени, такие как Вольтер и Дидро. В 1737 году во Франции Филипп Стамма опубликовал книгу «Опыт шахматной игры», в которой впервые применил алгебраическую, а не описательную шахматную нотацию, до настоящего времени с небольшими изменениями являющуюся международным стандартом. Кроме этого, Стамма приводит сто задач и этюдов, его заслугой считается возрождение интереса к шахматной композиции, в целом утраченного с арабскими мансубами.
Во второй половине века в итальянской Модене сформировался круг мастеров, объединённых общими представлениями о принципах шахматной игры: Джанбатиста Лолли, Эрколе дель Рио и Доменико Понциани. Согласно моденцам, игрок должен как можно более быстро развить фигуры и подготовить атаку на короля противника; прочие стратегии ведения игры годятся, если атака не увенчалась успехом. Эти принципы (наиболее полно они были сформулированы в книге «Наблюдения по теории и практике шахматной игры», написанной Лолли и дель Рио и опубликованной в 1763 году) лягут в основу так называемой итальянской шахматной школы.

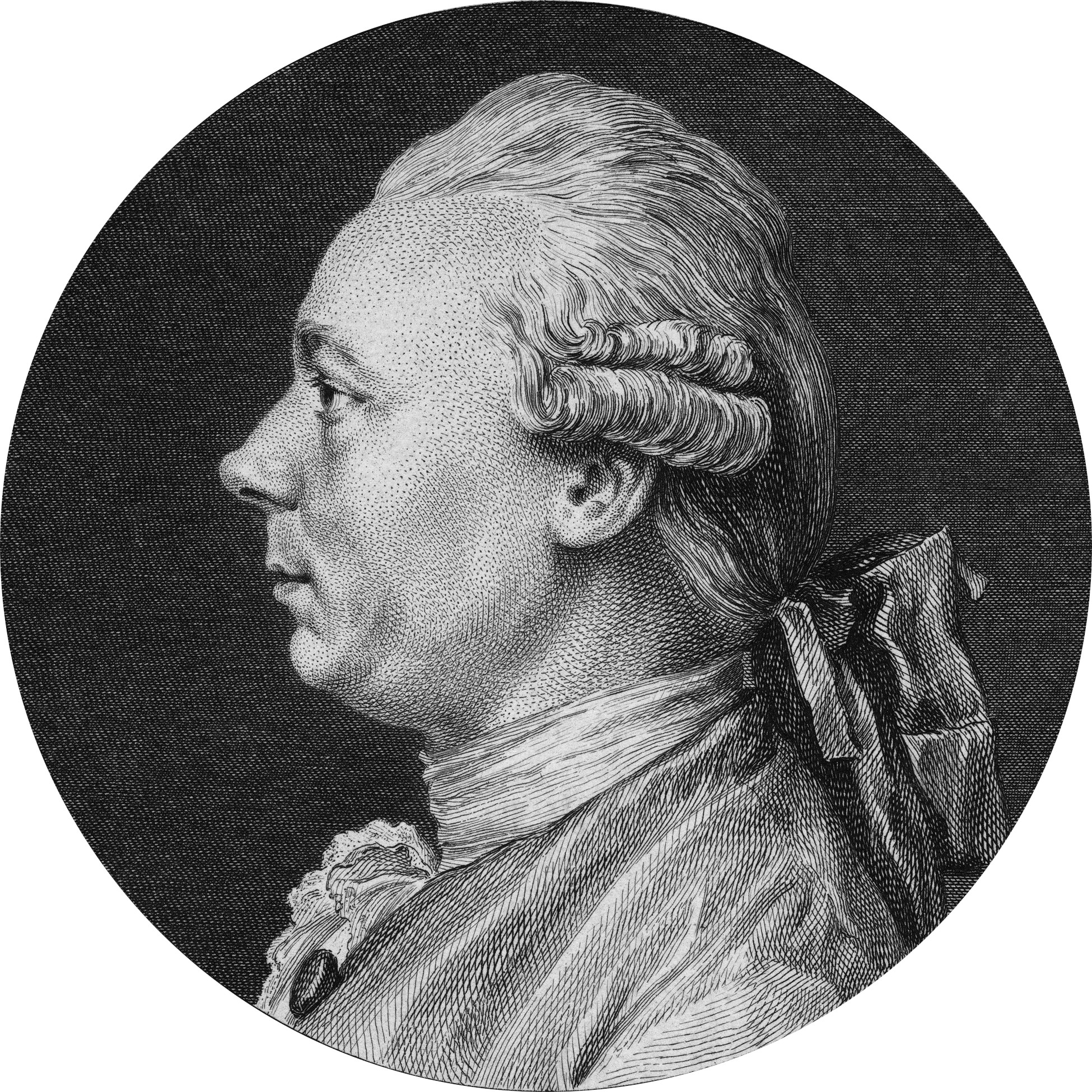
Франсуа-Андре Филидор, 1772 год

Общепризнанно первым шахматистом Европы на протяжении нескольких десятилетий был Франсуа-Андре Филидор, одновременно сильнейший практик своего времени и теоретик, существенно изменивший представления об игре. В 1743 году, в возрасте 17 лет, он играл с сильнейшим парижским мастером Легалем де Кермюром, не получая от него форы. В возрасте 23 лет Филидор опубликовал трактат «Анализ шахматной игры», который был революционным для своего времени и впоследствии переиздавался десятки раз. Филидор описал базовые приёмы позиционной игры: блокаду, профилактику, позиционную жертву. Слава Филидора-шахматиста проистекает в первую очередь из долговременного влияния его учебника; мастерство Филидора-практика подтверждается небольшим количеством дошедших партий и по современным представлениям довольно ограничено. Филидор широко известен признанием важности пешек и высказыванием, полностью звучащем так: «Пешки — душа шахмат; только они создают атаку и защиту, от их хорошего или плохого расположения целиком зависит победа или поражение» (автор имел в виду важность правильного использования сильных и слабых сторон пешечной структуры, чем пренебрегали его современники). Начиная с конца 1740-х, Филидор много путешествовал по Европе, в Лондоне он выиграл матчи у Абрахама Янссена и Стаммы; матч с последним из десяти партий закончился 8:2 в пользу Филидора, притом что Стамма играл все партии белыми, а ничьи засчитывались ему как победы. Своей славой Филидор — за пределами шахмат, один из крупнейших оперных композиторов своего времени — обязан также блестящей игрой не глядя на доску: он мог вести больше одной партии одновременно. В 1755 году, возвратившись в Париж, Филидор выиграл матч у Легаля. До своей смерти в 1795 году Филидор, до французской революции деливший время между Лондоном и Парижем, оставался сильнейшим шахматистом обеих столиц. Учение Филидора было главной мишенью «моденской школы».
В 1770 году Вольфганг фон Кемпелен в Вене впервые представил «шахматный автоматон» — фигуру турка, игравшую в шахматы будто бы без помощи человека (на самом деле в устройстве мог разместиться живой игрок, реально и управлявший им). С Кемпеленом, а после его смерти в 1804 году — с новым владельцем Иоганном Мельцелем «турок» успешно гастролировал в Европе и США до 1830-х годов.
В 1795 году в Вене вышел учебник Иоганна Альгайера, почти на пятьдесят лет ставший главным немецкоязычным шахматным руководством. Альгайер равно уважал Филидора и моденцев, отвергая при этом излишний догматизм, как, например, декларировавшуюся Филидором нелюбовь к ходу 2. Кf3, а кроме этого, разработал одно из популярных продолжений в королевском гамбите.
1763 годом датируется создание семнадцатилетним поэтом Уильямом Джонсом поэмы «Каисса», помещающей создание шахмат в контекст античной мифологии и описывающей нимфу Каиссу. Каисса, в свою очередь восходящая к нимфе Скаккии, героине опубликованной в 1527 году поэмы «Об игре в шахматы» итальянского гуманиста Марко Джироламо Виды, с течением времени стала считаться покровительницей или богиней шахмат.

## XIX век. Превращение шахмат в международный вид спорта
Сильнейшим шахматистом Европы начала XIX века считался французский мастер Александр Дешапель, своим современникам он в каждой партии давал фору. В «турнире трёх» с соотечественником Луи Лабурдонне и шотландцем Джоном Кохреном (1821) Дешапель давал соперникам вперёд пешку и два хода, в итоге проиграв матч Лабурдонне и выиграв у Кохрена. В 1824—1828 годах состоялся первый матч по переписке между шахматными клубами Лондона и Эдинбурга (победа Эдинбурга 2:1). Крупнейшим шахматным событием 1830-х был матч между ведущими шахматистами Франции и Англии соответственно Лабурдонне и Александром Макдоннеллом (1834). Более восьмидесяти партий — общая победа осталась за Лабурдонне — было опубликовано, что способствовало популяризации игры в обеих странах. В 1836 году Лабурдонне начал издавать первый шахматный журнал «Le Palamède», среди других первых журналов — английский «Chess Player’s Chronicle» под редакцией Говарда Стаунтона (1841—1862) и немецкий «Deutsche Schachzeitung», основанный в 1846 году Людвигом Бледовым и прекративший издаваться только в 1988 году.
В конце 1830-х — начале 1840-х в Берлине сформировался кружок из семи шахматистов, получивший известность как «плеяда». Его члены Пауль фон Бильгер и Тассило фон Хайдебранд унд дер Лаза подготовили «Handbuch des Schachspiels» (1843) — фундаментальный учебник и дебютный справочник, переиздания которого сохраняли актуальность до 1920-х годов. В тот же кружок входил и Бледов, а Бернхард Горвиц получил известность как исследователь эндшпиля и — в соавторстве с Йозефом Клингом — составитель множества этюдов.
Одновременно с «Хандбухом» (в 1842—1843 годах) российский шахматист Карл Яниш издал двухтомный труд «Analyse Nouvelle des ouvertures» («Новый анализ начал шахматной игры»), также считающийся классическим. Яниш не входил в число ведущих шахматистов-практиков, но его имя до настоящего времени носят варианты в нескольких дебютах.
В России до XIX века шахматные книги не издавались, а немногочисленный круг шахматистов имел доступ к основным иностранным руководствам. Автором первой книги на русском языке «О шахматной игре» (Петербург, 1821) был Иван Бутримов. Ведущим русским шахматистом на протяжении нескольких десятилетий общепризнанно считается Александр Петров. В 1824 году он опубликовал свою книгу «Шахматная игра», в значительной степени компиляцию из Филидора и других шахматных руководств; она не была замечена на Западе, но стала настольной для российских шахматистов. Петров в матчах побеждал всех соотечественников, но никогда не встречался за доской с ведущими европейскими мастерами. В 1852 году был зарегистрирован первый российский шахматный клуб — Петербургское общество любителей шахматной игры.

«Бессмертная партия» Андерсен — Кизерицкий (Лондон, 1851)

После смерти Макдоннелла в 1835 году и Лабурдонне в 1840 году соперничество Лондона и Парижа продолжилось в виде матча Говарда Стаунтона и Пьера де Сент-Амана (1843). Стаунтон выиграл одиннадцать партий при шести поражениях и четырёх ничьих. Этот матч примечателен, во-первых, частым применением нетипичных для своего времени дебютов — сицилианской защиты, ферзевого гамбита и позднее названного в честь Стаунтона английского начала, что приводило к меньшей зрелищности партий, и, во-вторых, концом доминирования французских шахматистов, признанного со времён Филидора. В 1851 году по инициативе Стаунтона в Лондоне состоялся первый шахматный турнир: шестнадцать шахматистов играли по олимпийской системе. Турнир завершился победой немца Адольфа Андерсена, который победил Стаунтона в полуфинале. Негласный титул сильнейшего в Европе перешёл к Андерсену. Все партии лондонского турнира, однако, затмила победа Андерсена над Лионелем Кизерицким в одной из «лёгких» партий, сыгранных вне зачёта. Андерсен пожертвовал ферзя, обе ладьи и слона и поставил мат оставшимися фигурами. В 1854 году под патронажем «Chess Player’s Chronicle» состоялось первое соревнование по шахматной композиции.
В 1857 году первый Американский шахматный конгресс, проходивший по той же схеме, что и лондонский турнир, завершился победой двадцатилетнего Пола Морфи, который в финале со счётом 6:2 победил Луи Паульсена. В следующем году Морфи прибыл в Европу, чтобы сыграть матч против Стаунтона, но матч сначала откладывался, а затем Стаунтон, принял участие в турнире в Бирмингеме, где во втором раунде проиграл Иоганну Лёвенталю, и оставил шахматы. Морфи за явным превосходством победил в матчах Андерсена, Лёвенталя и Гарвица, демонстрируя исключительное понимание шахмат и мастерство. Однако, вернувшись домой из европейского турне, Морфи, у которого прогрессировало расстройство психики, больше не участвовал в соревнованиях. Его триумф над европейскими мастерами остался в истории как кратковременная вспышка гения. После ухода Морфи репутацией сильнейшего шахматиста мира продолжил владеть Андерсен. Между 1851 и 1878 годом он сыграл в двенадцати турнирах (все, кроме первого лондонского турнира, игрались уже по круговой системе) и победил в семи из них, а в остальных оказывался в призёрах. Однако в 1866 году он проиграл матч уроженцу Праги, перебравшемуся в Лондон и зарабатывавшему игрой на ставку и журналистикой, Вильгельму Стейницу (-8+6, ничьих не было). После этого матча Стейниц нередко стал именовать себя чемпионом мира, с чем соглашались и многие современники или позднейшие авторы, ретроспективно отсчитывавшие хронику матчей за первенство мира с поединка Андерсена и Стейница.

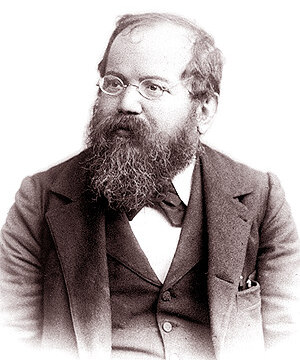
Вильгельм Стейниц (1836—1900), первый чемпион мира по шахматам

В 1870 году на турнире в Баден-Бадене Андерсен опередил Стейница, и тот, по собственному признанию, пришёл к переосмыслению принципов шахматной игры. Стейниц, в отличие от большинства современников, уделял повышенное внимание защите, медленному накоплению позиционных преимуществ и маневрированию, он не боялся уступить противнику центр и инициативу, если чувствовал, что его собственная позиция не имела слабостей. Второй ведущей фигурой так называемой позиционной школы и во многом предшественником Стейница считается Луи Паульсен, после побед в матчах над Андерсеном в 1870-х — ведущий шахматист Германии. Он также известен как теоретик, особенно много исследовавший полуоткрытые и закрытые дебюты и обогативший шахматы новыми идеями и целыми системами, как, например, в сицилианской защите и французской защите. Паульсен же ввёл в обиход фианкеттирование слона, разыгрывая за чёрных построения, известные сейчас как вариант дракона и староиндийская защита .
Репутация Стейница, который на высшем уровне с перерывами играл более тридцати лет, зиждилась в первую очередь на его многочисленных матчевых победах. В 1883 году первое место в одном из сильнейших по составу турниров своего времени, прошедшем в Лондоне, занял Иоганн Цукерторт. Через два года Стейниц вызвал его на матч, по условиям которого победитель провозглашался чемпионом мира. Этот матч состоялся в начале 1886 года в нескольких городах США, победил Стейниц: +10-5=5. Звание чемпиона мира в первые десятилетия рассматривалось как личная принадлежность его носителя, который был вправе сам решать, чей вызов принять, вести переговоры об условиях, не последним из которых был призовой фонд, обеспечиваемый претендентом. Стейниц, однако, принимал вызовы и опасных и принципиальных соперников, каким был русский шахматист Михаил Чигорин, видный пропонент «романтических» шахмат. Оба матча на первенство мира между ними (1889 и 1892) завершились победой Стейница. В 1894 году Стейниц уступил звание чемпиона мира в матче против Эмануила Ласкера, а через три года повторно проиграл в матч-реванше.

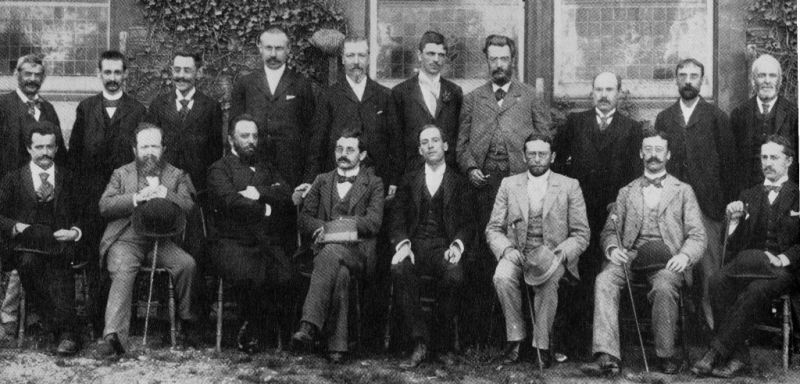
Участники турнира в Гастингсе 1895 года. В первом ряду второй слева Стейниц, справа от него Чигорин, Ласкер, Пильсбери

К концу XIX века турниры стали достаточно регулярным явлением. Германский шахматный союз проводил турниры (конгрессы) приблизительно раз в два года. Сильнейшими по составу соревнованиями конца века считаются гастингский турнир 1895 года, в котором всю шахматную элиту того времени неожиданно опередил американец Гарри Пильсбери, петербургский матч-турнир 1895—1896 годов (Ласкер, Стейниц, Чигорин и Пильсбери играли друг с другом по шесть партий), нюрнбергский турнир 1896 года и лондонский турнир 1899 года. В трёх последних соревнованиях победу одерживал Ласкер. В 1885 году в Цюрихе впервые прошёл турнир по схеме, впоследствии названной швейцарской системой, позволявшей привлекать большое число участников при ограниченном количестве раундов. В 1897 году в Лондоне состоялся первый женский международный турнир, который выиграла Мэри Радж.
Во второй половине XIX века в турнирах и матчах начали использовать контроль времени, ограничивавший время на ход или совокупное время для обдумывания ходов одним игроком. Для подсчёта времени применялись разные более или менее неудобные методики, пока секретарь Манчестерского шахматного клуба Томас Брайт Уилсон не сконструировал механические шахматные часы с двумя циферблатами и механизмом, переключение которого запускало один циферблат и блокировало второй. Они впервые были применены на лондонском турнире 1883 года. С фиксированным контролем времени партии тем не менее могли играться часами и затягиваться допоздна. В 1878 году на турнире в Париже впервые была применена процедура откладывания партии, при которой партия прерывается и доигрывается на следующий день, а игрок, за которым остаётся последний ход, не передвигает фигуру, а записывает его и помещает бланк в запечатываемый конверт, так что оппонент не знает, какой ход был сделан, и должен анализировать все варианты. Эта процедура оставалась более-менее неизменной в течение следующего столетия.

## Шахматы в 1-й половине XX века

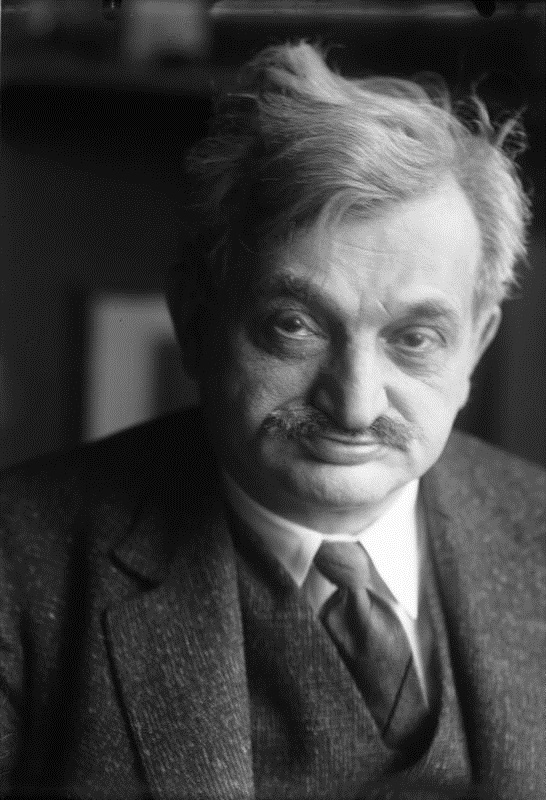
Эмануил Ласкер (1868—1941), второй чемпион мира по шахматам и рекордсмен по длительности владения титулом (1894—1921)

Ласкер считается одним из тех, кто личным примером внёс наибольший вклад в превращение шахмат в профессиональный спорт. Он не принадлежал к какому-то определённому стилю игры, а был универсальным игроком, умевшим и атаковать, и упорно защищаться, и целенаправленно готовился к конкретным соперникам, учитывая их индивидуальные особенности, сильные и слабые стороны. С течением времени шахматы стали основным источником дохода Ласкера, и он выторговывал себе высокие гонорары за участие в турнирах (на него произвёл тягостное впечатление конец жизни Стейница, который в 1900 году умер в крайней бедности). Он последовательно требовал признания за игроками, а не оргкомитетом соответствующего турнира, как это устанавливалось правилами многих соревнований, начиная с лондонского турнира 1851 года, авторских прав шахматистов на партии. Более того, считая себя как чемпиона мира игроком с особым статусом, Ласкер требовал признания за ним исключительных прав на свои партии. Ласкеру принадлежит рекорд по сроку удержания титула чемпиона мира — двадцать семь лет (1894—1921). В начале 1900-х он за явным превосходством победил в матчах нескольких претендентов: американца Фрэнка Маршалла (он рассматривался как достойный претендент после триумфа на кембридж-спрингском турнире 1904 года, но в матче против Ласкера не сумел выиграть ни одной партии), своего соотечественника Зигберта Тарраша и уроженца Российской империи Давида Яновского. Тарраш с середины 1890-х был одновременно одним из наиболее стабильных турнирных бойцов и влиятельным теоретиком позиционной игры; в поздних публикациях он излагал свои идеи как незыблемые догмы, что сделало его объектом многочисленных насмешек. Матч Ласкера и Тарраша состоялся, однако, когда Тарраш уже прошёл свой пик. Матч против австрийца Карла Шлехтера из-за недостатка финансирования игрался только из десяти партий и закончился вничью, причём Ласкер выиграл последнюю партию.

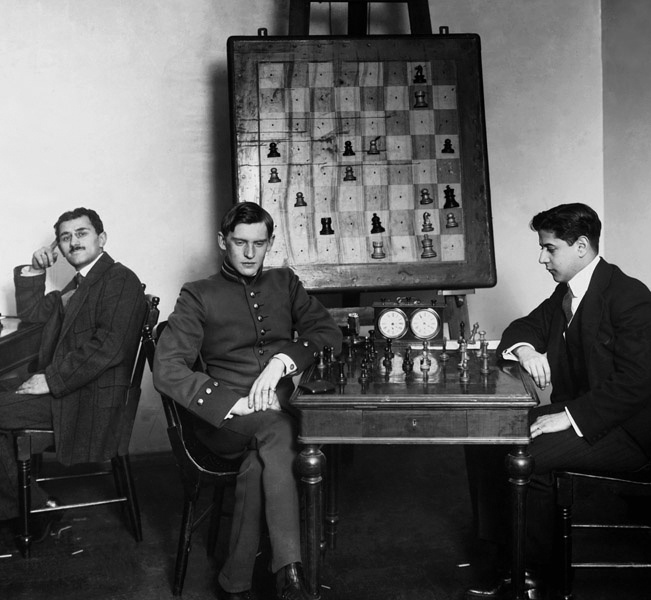
Партия Х. Р. Капабланка — А. Алехин на турнире в Санкт-Петербурге (1914)

До 1948 года сохранялась сложившаяся в XIX веке система преемственности звания чемпиона мира: претендент вызывал чемпиона на матч, победитель которого становился новым чемпионом. В 1909 году на арену вышел двадцатилетний кубинский шахматист Хосе Рауль Капабланка, выигравший у Маршалла матч с впечатляющим счётом: +8 −1 =14. Через два года он первенствовал на представительном на турнире в Сан-Себастьяне, где он был единственным участником, ещё не имевшим крупных турнирных побед. Капабланка моментально стал рассматриваться как претендент на матч за титул. Впервые Ласкер и Капабланка встретились за доской в петербургском турнире 1914 года, где и первое место, и преимущество по результатам личных встреч осталось за Ласкером. Третье место в Санкт-Петербурге занял молодой русский шахматист Александр Алехин. Он же лидировал на 19-м конгрессе Германского шахматного союза в Мангейме, который, как и в целом шахматную жизнь Европы, прервало начало Первой мировой войны. После окончания Первой мировой войны Капабланка бросил вызов Ласкеру. В 1920 году они подписали соглашение о проведении матча. Ласкер объявлял о намерении отдать титул без игры, но общественное мнение требовало матча, и после того, как Гавана (родной город претендента) обеспечила призовой фонд, Ласкер согласился играть. Поединок состоялся в 1921 году и должен был играться на большинство из 24 партий, но при счёте +4 −0 =10 в пользу претендента Ласкер сдал матч. Бывший чемпион, однако, опередил Капабланку в следующих двух крупных турнирах — в Нью-Йорке (1924) и в Москве (1925). В последнем турнире Капабланка занял третье место, Ласкер — второе, а первенствовал Ефим Боголюбов, двукратный чемпион СССР, постоянно проживавший в Германии и вскоре отказавшийся от советского гражданства.
В 1924 году была сделана попытка приурочить к проходившим в Париже летним Олимпийским играм олимпиаду по шахматам. Олимпиада прошла в форме личного турнира, в который допускались только любители, однако отграничение шахматистов-любителей от профессионалов с самого начала оказалось проблемой и не прижилось. Парижскую олимпиаду, или, как её ещё называют, первый чемпионат мира среди любителей, выиграл латвиец Герман Матисон. Тогда же в Париже была учреждена Международная шахматная федерация (ФИДЕ), а её первым президентом избран голландец Александр Рюб. ФИДЕ до послевоенных лет не имела влияния на розыгрыш титула чемпиона мира и крупные турниры, но уже в 1927 году организовала в Лондоне первую шахматную олимпиаду в виде командного турнира стран, а в дальнейшем такие соревнования стали регулярными. Одновременно с олимпиадами ФИДЕ начала проводить чемпионаты мира по шахматам среди женщин. Все довоенные турниры выиграла Вера Менчик (она была гражданкой Чехословакии, но жила в Великобритании и впоследствии приняла её подданство). Менчик не имела конкуренции в женских соревнованиях — вторую сильнейшую довоенную шахматистку, немку Соню Граф, она неизменно опережала в турнирах и дважды победила в матчах — и регулярно выступала в мужских турнирах, где её результаты были, впрочем, несоизмеримо скромнее.
|   | a | b | c | d | e | f | g | h |   |
| - | --- | --- | --- | --- | --- | --- | --- | --- | - |
| 8 | a8 чёрная ладья · b8 чёрный конь · c8 чёрный слон · d8 чёрный ферзь · e8 чёрный король · f8 чёрный слон · g8 чёрный конь · h8 чёрная ладья · a7 чёрная пешка · b7 чёрная пешка · c7 чёрная пешка · e7 чёрная пешка · f7 чёрная пешка · g7 чёрная пешка · h7 чёрная пешка · d5 чёрная пешка · c4 белая пешка · f3 белый конь · a2 белая пешка · b2 белая пешка · d2 белая пешка · e2 белая пешка · f2 белая пешка · g2 белая пешка · h2 белая пешка · a1 белая ладья · b1 белый конь · c1 белый слон · d1 белый ферзь · e1 белый король · f1 белый слон · h1 белая ладья | a8 чёрная ладья · b8 чёрный конь · c8 чёрный слон · d8 чёрный ферзь · e8 чёрный король · f8 чёрный слон · g8 чёрный конь · h8 чёрная ладья · a7 чёрная пешка · b7 чёрная пешка · c7 чёрная пешка · e7 чёрная пешка · f7 чёрная пешка · g7 чёрная пешка · h7 чёрная пешка · d5 чёрная пешка · c4 белая пешка · f3 белый конь · a2 белая пешка · b2 белая пешка · d2 белая пешка · e2 белая пешка · f2 белая пешка · g2 белая пешка · h2 белая пешка · a1 белая ладья · b1 белый конь · c1 белый слон · d1 белый ферзь · e1 белый король · f1 белый слон · h1 белая ладья | a8 чёрная ладья · b8 чёрный конь · c8 чёрный слон · d8 чёрный ферзь · e8 чёрный король · f8 чёрный слон · g8 чёрный конь · h8 чёрная ладья · a7 чёрная пешка · b7 чёрная пешка · c7 чёрная пешка · e7 чёрная пешка · f7 чёрная пешка · g7 чёрная пешка · h7 чёрная пешка · d5 чёрная пешка · c4 белая пешка · f3 белый конь · a2 белая пешка · b2 белая пешка · d2 белая пешка · e2 белая пешка · f2 белая пешка · g2 белая пешка · h2 белая пешка · a1 белая ладья · b1 белый конь · c1 белый слон · d1 белый ферзь · e1 белый король · f1 белый слон · h1 белая ладья | a8 чёрная ладья · b8 чёрный конь · c8 чёрный слон · d8 чёрный ферзь · e8 чёрный король · f8 чёрный слон · g8 чёрный конь · h8 чёрная ладья · a7 чёрная пешка · b7 чёрная пешка · c7 чёрная пешка · e7 чёрная пешка · f7 чёрная пешка · g7 чёрная пешка · h7 чёрная пешка · d5 чёрная пешка · c4 белая пешка · f3 белый конь · a2 белая пешка · b2 белая пешка · d2 белая пешка · e2 белая пешка · f2 белая пешка · g2 белая пешка · h2 белая пешка · a1 белая ладья · b1 белый конь · c1 белый слон · d1 белый ферзь · e1 белый король · f1 белый слон · h1 белая ладья | a8 чёрная ладья · b8 чёрный конь · c8 чёрный слон · d8 чёрный ферзь · e8 чёрный король · f8 чёрный слон · g8 чёрный конь · h8 чёрная ладья · a7 чёрная пешка · b7 чёрная пешка · c7 чёрная пешка · e7 чёрная пешка · f7 чёрная пешка · g7 чёрная пешка · h7 чёрная пешка · d5 чёрная пешка · c4 белая пешка · f3 белый конь · a2 белая пешка · b2 белая пешка · d2 белая пешка · e2 белая пешка · f2 белая пешка · g2 белая пешка · h2 белая пешка · a1 белая ладья · b1 белый конь · c1 белый слон · d1 белый ферзь · e1 белый король · f1 белый слон · h1 белая ладья | a8 чёрная ладья · b8 чёрный конь · c8 чёрный слон · d8 чёрный ферзь · e8 чёрный король · f8 чёрный слон · g8 чёрный конь · h8 чёрная ладья · a7 чёрная пешка · b7 чёрная пешка · c7 чёрная пешка · e7 чёрная пешка · f7 чёрная пешка · g7 чёрная пешка · h7 чёрная пешка · d5 чёрная пешка · c4 белая пешка · f3 белый конь · a2 белая пешка · b2 белая пешка · d2 белая пешка · e2 белая пешка · f2 белая пешка · g2 белая пешка · h2 белая пешка · a1 белая ладья · b1 белый конь · c1 белый слон · d1 белый ферзь · e1 белый король · f1 белый слон · h1 белая ладья | a8 чёрная ладья · b8 чёрный конь · c8 чёрный слон · d8 чёрный ферзь · e8 чёрный король · f8 чёрный слон · g8 чёрный конь · h8 чёрная ладья · a7 чёрная пешка · b7 чёрная пешка · c7 чёрная пешка · e7 чёрная пешка · f7 чёрная пешка · g7 чёрная пешка · h7 чёрная пешка · d5 чёрная пешка · c4 белая пешка · f3 белый конь · a2 белая пешка · b2 белая пешка · d2 белая пешка · e2 белая пешка · f2 белая пешка · g2 белая пешка · h2 белая пешка · a1 белая ладья · b1 белый конь · c1 белый слон · d1 белый ферзь · e1 белый король · f1 белый слон · h1 белая ладья | a8 чёрная ладья · b8 чёрный конь · c8 чёрный слон · d8 чёрный ферзь · e8 чёрный король · f8 чёрный слон · g8 чёрный конь · h8 чёрная ладья · a7 чёрная пешка · b7 чёрная пешка · c7 чёрная пешка · e7 чёрная пешка · f7 чёрная пешка · g7 чёрная пешка · h7 чёрная пешка · d5 чёрная пешка · c4 белая пешка · f3 белый конь · a2 белая пешка · b2 белая пешка · d2 белая пешка · e2 белая пешка · f2 белая пешка · g2 белая пешка · h2 белая пешка · a1 белая ладья · b1 белый конь · c1 белый слон · d1 белый ферзь · e1 белый король · f1 белый слон · h1 белая ладья | 8 |
| 7 | a8 чёрная ладья · b8 чёрный конь · c8 чёрный слон · d8 чёрный ферзь · e8 чёрный король · f8 чёрный слон · g8 чёрный конь · h8 чёрная ладья · a7 чёрная пешка · b7 чёрная пешка · c7 чёрная пешка · e7 чёрная пешка · f7 чёрная пешка · g7 чёрная пешка · h7 чёрная пешка · d5 чёрная пешка · c4 белая пешка · f3 белый конь · a2 белая пешка · b2 белая пешка · d2 белая пешка · e2 белая пешка · f2 белая пешка · g2 белая пешка · h2 белая пешка · a1 белая ладья · b1 белый конь · c1 белый слон · d1 белый ферзь · e1 белый король · f1 белый слон · h1 белая ладья | a8 чёрная ладья · b8 чёрный конь · c8 чёрный слон · d8 чёрный ферзь · e8 чёрный король · f8 чёрный слон · g8 чёрный конь · h8 чёрная ладья · a7 чёрная пешка · b7 чёрная пешка · c7 чёрная пешка · e7 чёрная пешка · f7 чёрная пешка · g7 чёрная пешка · h7 чёрная пешка · d5 чёрная пешка · c4 белая пешка · f3 белый конь · a2 белая пешка · b2 белая пешка · d2 белая пешка · e2 белая пешка · f2 белая пешка · g2 белая пешка · h2 белая пешка · a1 белая ладья · b1 белый конь · c1 белый слон · d1 белый ферзь · e1 белый король · f1 белый слон · h1 белая ладья | a8 чёрная ладья · b8 чёрный конь · c8 чёрный слон · d8 чёрный ферзь · e8 чёрный король · f8 чёрный слон · g8 чёрный конь · h8 чёрная ладья · a7 чёрная пешка · b7 чёрная пешка · c7 чёрная пешка · e7 чёрная пешка · f7 чёрная пешка · g7 чёрная пешка · h7 чёрная пешка · d5 чёрная пешка · c4 белая пешка · f3 белый конь · a2 белая пешка · b2 белая пешка · d2 белая пешка · e2 белая пешка · f2 белая пешка · g2 белая пешка · h2 белая пешка · a1 белая ладья · b1 белый конь · c1 белый слон · d1 белый ферзь · e1 белый король · f1 белый слон · h1 белая ладья | a8 чёрная ладья · b8 чёрный конь · c8 чёрный слон · d8 чёрный ферзь · e8 чёрный король · f8 чёрный слон · g8 чёрный конь · h8 чёрная ладья · a7 чёрная пешка · b7 чёрная пешка · c7 чёрная пешка · e7 чёрная пешка · f7 чёрная пешка · g7 чёрная пешка · h7 чёрная пешка · d5 чёрная пешка · c4 белая пешка · f3 белый конь · a2 белая пешка · b2 белая пешка · d2 белая пешка · e2 белая пешка · f2 белая пешка · g2 белая пешка · h2 белая пешка · a1 белая ладья · b1 белый конь · c1 белый слон · d1 белый ферзь · e1 белый король · f1 белый слон · h1 белая ладья | a8 чёрная ладья · b8 чёрный конь · c8 чёрный слон · d8 чёрный ферзь · e8 чёрный король · f8 чёрный слон · g8 чёрный конь · h8 чёрная ладья · a7 чёрная пешка · b7 чёрная пешка · c7 чёрная пешка · e7 чёрная пешка · f7 чёрная пешка · g7 чёрная пешка · h7 чёрная пешка · d5 чёрная пешка · c4 белая пешка · f3 белый конь · a2 белая пешка · b2 белая пешка · d2 белая пешка · e2 белая пешка · f2 белая пешка · g2 белая пешка · h2 белая пешка · a1 белая ладья · b1 белый конь · c1 белый слон · d1 белый ферзь · e1 белый король · f1 белый слон · h1 белая ладья | a8 чёрная ладья · b8 чёрный конь · c8 чёрный слон · d8 чёрный ферзь · e8 чёрный король · f8 чёрный слон · g8 чёрный конь · h8 чёрная ладья · a7 чёрная пешка · b7 чёрная пешка · c7 чёрная пешка · e7 чёрная пешка · f7 чёрная пешка · g7 чёрная пешка · h7 чёрная пешка · d5 чёрная пешка · c4 белая пешка · f3 белый конь · a2 белая пешка · b2 белая пешка · d2 белая пешка · e2 белая пешка · f2 белая пешка · g2 белая пешка · h2 белая пешка · a1 белая ладья · b1 белый конь · c1 белый слон · d1 белый ферзь · e1 белый король · f1 белый слон · h1 белая ладья | a8 чёрная ладья · b8 чёрный конь · c8 чёрный слон · d8 чёрный ферзь · e8 чёрный король · f8 чёрный слон · g8 чёрный конь · h8 чёрная ладья · a7 чёрная пешка · b7 чёрная пешка · c7 чёрная пешка · e7 чёрная пешка · f7 чёрная пешка · g7 чёрная пешка · h7 чёрная пешка · d5 чёрная пешка · c4 белая пешка · f3 белый конь · a2 белая пешка · b2 белая пешка · d2 белая пешка · e2 белая пешка · f2 белая пешка · g2 белая пешка · h2 белая пешка · a1 белая ладья · b1 белый конь · c1 белый слон · d1 белый ферзь · e1 белый король · f1 белый слон · h1 белая ладья | a8 чёрная ладья · b8 чёрный конь · c8 чёрный слон · d8 чёрный ферзь · e8 чёрный король · f8 чёрный слон · g8 чёрный конь · h8 чёрная ладья · a7 чёрная пешка · b7 чёрная пешка · c7 чёрная пешка · e7 чёрная пешка · f7 чёрная пешка · g7 чёрная пешка · h7 чёрная пешка · d5 чёрная пешка · c4 белая пешка · f3 белый конь · a2 белая пешка · b2 белая пешка · d2 белая пешка · e2 белая пешка · f2 белая пешка · g2 белая пешка · h2 белая пешка · a1 белая ладья · b1 белый конь · c1 белый слон · d1 белый ферзь · e1 белый король · f1 белый слон · h1 белая ладья | 7 |
| 6 | a8 чёрная ладья · b8 чёрный конь · c8 чёрный слон · d8 чёрный ферзь · e8 чёрный король · f8 чёрный слон · g8 чёрный конь · h8 чёрная ладья · a7 чёрная пешка · b7 чёрная пешка · c7 чёрная пешка · e7 чёрная пешка · f7 чёрная пешка · g7 чёрная пешка · h7 чёрная пешка · d5 чёрная пешка · c4 белая пешка · f3 белый конь · a2 белая пешка · b2 белая пешка · d2 белая пешка · e2 белая пешка · f2 белая пешка · g2 белая пешка · h2 белая пешка · a1 белая ладья · b1 белый конь · c1 белый слон · d1 белый ферзь · e1 белый король · f1 белый слон · h1 белая ладья | a8 чёрная ладья · b8 чёрный конь · c8 чёрный слон · d8 чёрный ферзь · e8 чёрный король · f8 чёрный слон · g8 чёрный конь · h8 чёрная ладья · a7 чёрная пешка · b7 чёрная пешка · c7 чёрная пешка · e7 чёрная пешка · f7 чёрная пешка · g7 чёрная пешка · h7 чёрная пешка · d5 чёрная пешка · c4 белая пешка · f3 белый конь · a2 белая пешка · b2 белая пешка · d2 белая пешка · e2 белая пешка · f2 белая пешка · g2 белая пешка · h2 белая пешка · a1 белая ладья · b1 белый конь · c1 белый слон · d1 белый ферзь · e1 белый король · f1 белый слон · h1 белая ладья | a8 чёрная ладья · b8 чёрный конь · c8 чёрный слон · d8 чёрный ферзь · e8 чёрный король · f8 чёрный слон · g8 чёрный конь · h8 чёрная ладья · a7 чёрная пешка · b7 чёрная пешка · c7 чёрная пешка · e7 чёрная пешка · f7 чёрная пешка · g7 чёрная пешка · h7 чёрная пешка · d5 чёрная пешка · c4 белая пешка · f3 белый конь · a2 белая пешка · b2 белая пешка · d2 белая пешка · e2 белая пешка · f2 белая пешка · g2 белая пешка · h2 белая пешка · a1 белая ладья · b1 белый конь · c1 белый слон · d1 белый ферзь · e1 белый король · f1 белый слон · h1 белая ладья | a8 чёрная ладья · b8 чёрный конь · c8 чёрный слон · d8 чёрный ферзь · e8 чёрный король · f8 чёрный слон · g8 чёрный конь · h8 чёрная ладья · a7 чёрная пешка · b7 чёрная пешка · c7 чёрная пешка · e7 чёрная пешка · f7 чёрная пешка · g7 чёрная пешка · h7 чёрная пешка · d5 чёрная пешка · c4 белая пешка · f3 белый конь · a2 белая пешка · b2 белая пешка · d2 белая пешка · e2 белая пешка · f2 белая пешка · g2 белая пешка · h2 белая пешка · a1 белая ладья · b1 белый конь · c1 белый слон · d1 белый ферзь · e1 белый король · f1 белый слон · h1 белая ладья | a8 чёрная ладья · b8 чёрный конь · c8 чёрный слон · d8 чёрный ферзь · e8 чёрный король · f8 чёрный слон · g8 чёрный конь · h8 чёрная ладья · a7 чёрная пешка · b7 чёрная пешка · c7 чёрная пешка · e7 чёрная пешка · f7 чёрная пешка · g7 чёрная пешка · h7 чёрная пешка · d5 чёрная пешка · c4 белая пешка · f3 белый конь · a2 белая пешка · b2 белая пешка · d2 белая пешка · e2 белая пешка · f2 белая пешка · g2 белая пешка · h2 белая пешка · a1 белая ладья · b1 белый конь · c1 белый слон · d1 белый ферзь · e1 белый король · f1 белый слон · h1 белая ладья | a8 чёрная ладья · b8 чёрный конь · c8 чёрный слон · d8 чёрный ферзь · e8 чёрный король · f8 чёрный слон · g8 чёрный конь · h8 чёрная ладья · a7 чёрная пешка · b7 чёрная пешка · c7 чёрная пешка · e7 чёрная пешка · f7 чёрная пешка · g7 чёрная пешка · h7 чёрная пешка · d5 чёрная пешка · c4 белая пешка · f3 белый конь · a2 белая пешка · b2 белая пешка · d2 белая пешка · e2 белая пешка · f2 белая пешка · g2 белая пешка · h2 белая пешка · a1 белая ладья · b1 белый конь · c1 белый слон · d1 белый ферзь · e1 белый король · f1 белый слон · h1 белая ладья | a8 чёрная ладья · b8 чёрный конь · c8 чёрный слон · d8 чёрный ферзь · e8 чёрный король · f8 чёрный слон · g8 чёрный конь · h8 чёрная ладья · a7 чёрная пешка · b7 чёрная пешка · c7 чёрная пешка · e7 чёрная пешка · f7 чёрная пешка · g7 чёрная пешка · h7 чёрная пешка · d5 чёрная пешка · c4 белая пешка · f3 белый конь · a2 белая пешка · b2 белая пешка · d2 белая пешка · e2 белая пешка · f2 белая пешка · g2 белая пешка · h2 белая пешка · a1 белая ладья · b1 белый конь · c1 белый слон · d1 белый ферзь · e1 белый король · f1 белый слон · h1 белая ладья | a8 чёрная ладья · b8 чёрный конь · c8 чёрный слон · d8 чёрный ферзь · e8 чёрный король · f8 чёрный слон · g8 чёрный конь · h8 чёрная ладья · a7 чёрная пешка · b7 чёрная пешка · c7 чёрная пешка · e7 чёрная пешка · f7 чёрная пешка · g7 чёрная пешка · h7 чёрная пешка · d5 чёрная пешка · c4 белая пешка · f3 белый конь · a2 белая пешка · b2 белая пешка · d2 белая пешка · e2 белая пешка · f2 белая пешка · g2 белая пешка · h2 белая пешка · a1 белая ладья · b1 белый конь · c1 белый слон · d1 белый ферзь · e1 белый король · f1 белый слон · h1 белая ладья | 6 |
| 5 | a8 чёрная ладья · b8 чёрный конь · c8 чёрный слон · d8 чёрный ферзь · e8 чёрный король · f8 чёрный слон · g8 чёрный конь · h8 чёрная ладья · a7 чёрная пешка · b7 чёрная пешка · c7 чёрная пешка · e7 чёрная пешка · f7 чёрная пешка · g7 чёрная пешка · h7 чёрная пешка · d5 чёрная пешка · c4 белая пешка · f3 белый конь · a2 белая пешка · b2 белая пешка · d2 белая пешка · e2 белая пешка · f2 белая пешка · g2 белая пешка · h2 белая пешка · a1 белая ладья · b1 белый конь · c1 белый слон · d1 белый ферзь · e1 белый король · f1 белый слон · h1 белая ладья | a8 чёрная ладья · b8 чёрный конь · c8 чёрный слон · d8 чёрный ферзь · e8 чёрный король · f8 чёрный слон · g8 чёрный конь · h8 чёрная ладья · a7 чёрная пешка · b7 чёрная пешка · c7 чёрная пешка · e7 чёрная пешка · f7 чёрная пешка · g7 чёрная пешка · h7 чёрная пешка · d5 чёрная пешка · c4 белая пешка · f3 белый конь · a2 белая пешка · b2 белая пешка · d2 белая пешка · e2 белая пешка · f2 белая пешка · g2 белая пешка · h2 белая пешка · a1 белая ладья · b1 белый конь · c1 белый слон · d1 белый ферзь · e1 белый король · f1 белый слон · h1 белая ладья | a8 чёрная ладья · b8 чёрный конь · c8 чёрный слон · d8 чёрный ферзь · e8 чёрный король · f8 чёрный слон · g8 чёрный конь · h8 чёрная ладья · a7 чёрная пешка · b7 чёрная пешка · c7 чёрная пешка · e7 чёрная пешка · f7 чёрная пешка · g7 чёрная пешка · h7 чёрная пешка · d5 чёрная пешка · c4 белая пешка · f3 белый конь · a2 белая пешка · b2 белая пешка · d2 белая пешка · e2 белая пешка · f2 белая пешка · g2 белая пешка · h2 белая пешка · a1 белая ладья · b1 белый конь · c1 белый слон · d1 белый ферзь · e1 белый король · f1 белый слон · h1 белая ладья | a8 чёрная ладья · b8 чёрный конь · c8 чёрный слон · d8 чёрный ферзь · e8 чёрный король · f8 чёрный слон · g8 чёрный конь · h8 чёрная ладья · a7 чёрная пешка · b7 чёрная пешка · c7 чёрная пешка · e7 чёрная пешка · f7 чёрная пешка · g7 чёрная пешка · h7 чёрная пешка · d5 чёрная пешка · c4 белая пешка · f3 белый конь · a2 белая пешка · b2 белая пешка · d2 белая пешка · e2 белая пешка · f2 белая пешка · g2 белая пешка · h2 белая пешка · a1 белая ладья · b1 белый конь · c1 белый слон · d1 белый ферзь · e1 белый король · f1 белый слон · h1 белая ладья | a8 чёрная ладья · b8 чёрный конь · c8 чёрный слон · d8 чёрный ферзь · e8 чёрный король · f8 чёрный слон · g8 чёрный конь · h8 чёрная ладья · a7 чёрная пешка · b7 чёрная пешка · c7 чёрная пешка · e7 чёрная пешка · f7 чёрная пешка · g7 чёрная пешка · h7 чёрная пешка · d5 чёрная пешка · c4 белая пешка · f3 белый конь · a2 белая пешка · b2 белая пешка · d2 белая пешка · e2 белая пешка · f2 белая пешка · g2 белая пешка · h2 белая пешка · a1 белая ладья · b1 белый конь · c1 белый слон · d1 белый ферзь · e1 белый король · f1 белый слон · h1 белая ладья | a8 чёрная ладья · b8 чёрный конь · c8 чёрный слон · d8 чёрный ферзь · e8 чёрный король · f8 чёрный слон · g8 чёрный конь · h8 чёрная ладья · a7 чёрная пешка · b7 чёрная пешка · c7 чёрная пешка · e7 чёрная пешка · f7 чёрная пешка · g7 чёрная пешка · h7 чёрная пешка · d5 чёрная пешка · c4 белая пешка · f3 белый конь · a2 белая пешка · b2 белая пешка · d2 белая пешка · e2 белая пешка · f2 белая пешка · g2 белая пешка · h2 белая пешка · a1 белая ладья · b1 белый конь · c1 белый слон · d1 белый ферзь · e1 белый король · f1 белый слон · h1 белая ладья | a8 чёрная ладья · b8 чёрный конь · c8 чёрный слон · d8 чёрный ферзь · e8 чёрный король · f8 чёрный слон · g8 чёрный конь · h8 чёрная ладья · a7 чёрная пешка · b7 чёрная пешка · c7 чёрная пешка · e7 чёрная пешка · f7 чёрная пешка · g7 чёрная пешка · h7 чёрная пешка · d5 чёрная пешка · c4 белая пешка · f3 белый конь · a2 белая пешка · b2 белая пешка · d2 белая пешка · e2 белая пешка · f2 белая пешка · g2 белая пешка · h2 белая пешка · a1 белая ладья · b1 белый конь · c1 белый слон · d1 белый ферзь · e1 белый король · f1 белый слон · h1 белая ладья | a8 чёрная ладья · b8 чёрный конь · c8 чёрный слон · d8 чёрный ферзь · e8 чёрный король · f8 чёрный слон · g8 чёрный конь · h8 чёрная ладья · a7 чёрная пешка · b7 чёрная пешка · c7 чёрная пешка · e7 чёрная пешка · f7 чёрная пешка · g7 чёрная пешка · h7 чёрная пешка · d5 чёрная пешка · c4 белая пешка · f3 белый конь · a2 белая пешка · b2 белая пешка · d2 белая пешка · e2 белая пешка · f2 белая пешка · g2 белая пешка · h2 белая пешка · a1 белая ладья · b1 белый конь · c1 белый слон · d1 белый ферзь · e1 белый король · f1 белый слон · h1 белая ладья | 5 |
| 4 | a8 чёрная ладья · b8 чёрный конь · c8 чёрный слон · d8 чёрный ферзь · e8 чёрный король · f8 чёрный слон · g8 чёрный конь · h8 чёрная ладья · a7 чёрная пешка · b7 чёрная пешка · c7 чёрная пешка · e7 чёрная пешка · f7 чёрная пешка · g7 чёрная пешка · h7 чёрная пешка · d5 чёрная пешка · c4 белая пешка · f3 белый конь · a2 белая пешка · b2 белая пешка · d2 белая пешка · e2 белая пешка · f2 белая пешка · g2 белая пешка · h2 белая пешка · a1 белая ладья · b1 белый конь · c1 белый слон · d1 белый ферзь · e1 белый король · f1 белый слон · h1 белая ладья | a8 чёрная ладья · b8 чёрный конь · c8 чёрный слон · d8 чёрный ферзь · e8 чёрный король · f8 чёрный слон · g8 чёрный конь · h8 чёрная ладья · a7 чёрная пешка · b7 чёрная пешка · c7 чёрная пешка · e7 чёрная пешка · f7 чёрная пешка · g7 чёрная пешка · h7 чёрная пешка · d5 чёрная пешка · c4 белая пешка · f3 белый конь · a2 белая пешка · b2 белая пешка · d2 белая пешка · e2 белая пешка · f2 белая пешка · g2 белая пешка · h2 белая пешка · a1 белая ладья · b1 белый конь · c1 белый слон · d1 белый ферзь · e1 белый король · f1 белый слон · h1 белая ладья | a8 чёрная ладья · b8 чёрный конь · c8 чёрный слон · d8 чёрный ферзь · e8 чёрный король · f8 чёрный слон · g8 чёрный конь · h8 чёрная ладья · a7 чёрная пешка · b7 чёрная пешка · c7 чёрная пешка · e7 чёрная пешка · f7 чёрная пешка · g7 чёрная пешка · h7 чёрная пешка · d5 чёрная пешка · c4 белая пешка · f3 белый конь · a2 белая пешка · b2 белая пешка · d2 белая пешка · e2 белая пешка · f2 белая пешка · g2 белая пешка · h2 белая пешка · a1 белая ладья · b1 белый конь · c1 белый слон · d1 белый ферзь · e1 белый король · f1 белый слон · h1 белая ладья | a8 чёрная ладья · b8 чёрный конь · c8 чёрный слон · d8 чёрный ферзь · e8 чёрный король · f8 чёрный слон · g8 чёрный конь · h8 чёрная ладья · a7 чёрная пешка · b7 чёрная пешка · c7 чёрная пешка · e7 чёрная пешка · f7 чёрная пешка · g7 чёрная пешка · h7 чёрная пешка · d5 чёрная пешка · c4 белая пешка · f3 белый конь · a2 белая пешка · b2 белая пешка · d2 белая пешка · e2 белая пешка · f2 белая пешка · g2 белая пешка · h2 белая пешка · a1 белая ладья · b1 белый конь · c1 белый слон · d1 белый ферзь · e1 белый король · f1 белый слон · h1 белая ладья | a8 чёрная ладья · b8 чёрный конь · c8 чёрный слон · d8 чёрный ферзь · e8 чёрный король · f8 чёрный слон · g8 чёрный конь · h8 чёрная ладья · a7 чёрная пешка · b7 чёрная пешка · c7 чёрная пешка · e7 чёрная пешка · f7 чёрная пешка · g7 чёрная пешка · h7 чёрная пешка · d5 чёрная пешка · c4 белая пешка · f3 белый конь · a2 белая пешка · b2 белая пешка · d2 белая пешка · e2 белая пешка · f2 белая пешка · g2 белая пешка · h2 белая пешка · a1 белая ладья · b1 белый конь · c1 белый слон · d1 белый ферзь · e1 белый король · f1 белый слон · h1 белая ладья | a8 чёрная ладья · b8 чёрный конь · c8 чёрный слон · d8 чёрный ферзь · e8 чёрный король · f8 чёрный слон · g8 чёрный конь · h8 чёрная ладья · a7 чёрная пешка · b7 чёрная пешка · c7 чёрная пешка · e7 чёрная пешка · f7 чёрная пешка · g7 чёрная пешка · h7 чёрная пешка · d5 чёрная пешка · c4 белая пешка · f3 белый конь · a2 белая пешка · b2 белая пешка · d2 белая пешка · e2 белая пешка · f2 белая пешка · g2 белая пешка · h2 белая пешка · a1 белая ладья · b1 белый конь · c1 белый слон · d1 белый ферзь · e1 белый король · f1 белый слон · h1 белая ладья | a8 чёрная ладья · b8 чёрный конь · c8 чёрный слон · d8 чёрный ферзь · e8 чёрный король · f8 чёрный слон · g8 чёрный конь · h8 чёрная ладья · a7 чёрная пешка · b7 чёрная пешка · c7 чёрная пешка · e7 чёрная пешка · f7 чёрная пешка · g7 чёрная пешка · h7 чёрная пешка · d5 чёрная пешка · c4 белая пешка · f3 белый конь · a2 белая пешка · b2 белая пешка · d2 белая пешка · e2 белая пешка · f2 белая пешка · g2 белая пешка · h2 белая пешка · a1 белая ладья · b1 белый конь · c1 белый слон · d1 белый ферзь · e1 белый король · f1 белый слон · h1 белая ладья | a8 чёрная ладья · b8 чёрный конь · c8 чёрный слон · d8 чёрный ферзь · e8 чёрный король · f8 чёрный слон · g8 чёрный конь · h8 чёрная ладья · a7 чёрная пешка · b7 чёрная пешка · c7 чёрная пешка · e7 чёрная пешка · f7 чёрная пешка · g7 чёрная пешка · h7 чёрная пешка · d5 чёрная пешка · c4 белая пешка · f3 белый конь · a2 белая пешка · b2 белая пешка · d2 белая пешка · e2 белая пешка · f2 белая пешка · g2 белая пешка · h2 белая пешка · a1 белая ладья · b1 белый конь · c1 белый слон · d1 белый ферзь · e1 белый король · f1 белый слон · h1 белая ладья | 4 |
| 3 | a8 чёрная ладья · b8 чёрный конь · c8 чёрный слон · d8 чёрный ферзь · e8 чёрный король · f8 чёрный слон · g8 чёрный конь · h8 чёрная ладья · a7 чёрная пешка · b7 чёрная пешка · c7 чёрная пешка · e7 чёрная пешка · f7 чёрная пешка · g7 чёрная пешка · h7 чёрная пешка · d5 чёрная пешка · c4 белая пешка · f3 белый конь · a2 белая пешка · b2 белая пешка · d2 белая пешка · e2 белая пешка · f2 белая пешка · g2 белая пешка · h2 белая пешка · a1 белая ладья · b1 белый конь · c1 белый слон · d1 белый ферзь · e1 белый король · f1 белый слон · h1 белая ладья | a8 чёрная ладья · b8 чёрный конь · c8 чёрный слон · d8 чёрный ферзь · e8 чёрный король · f8 чёрный слон · g8 чёрный конь · h8 чёрная ладья · a7 чёрная пешка · b7 чёрная пешка · c7 чёрная пешка · e7 чёрная пешка · f7 чёрная пешка · g7 чёрная пешка · h7 чёрная пешка · d5 чёрная пешка · c4 белая пешка · f3 белый конь · a2 белая пешка · b2 белая пешка · d2 белая пешка · e2 белая пешка · f2 белая пешка · g2 белая пешка · h2 белая пешка · a1 белая ладья · b1 белый конь · c1 белый слон · d1 белый ферзь · e1 белый король · f1 белый слон · h1 белая ладья | a8 чёрная ладья · b8 чёрный конь · c8 чёрный слон · d8 чёрный ферзь · e8 чёрный король · f8 чёрный слон · g8 чёрный конь · h8 чёрная ладья · a7 чёрная пешка · b7 чёрная пешка · c7 чёрная пешка · e7 чёрная пешка · f7 чёрная пешка · g7 чёрная пешка · h7 чёрная пешка · d5 чёрная пешка · c4 белая пешка · f3 белый конь · a2 белая пешка · b2 белая пешка · d2 белая пешка · e2 белая пешка · f2 белая пешка · g2 белая пешка · h2 белая пешка · a1 белая ладья · b1 белый конь · c1 белый слон · d1 белый ферзь · e1 белый король · f1 белый слон · h1 белая ладья | a8 чёрная ладья · b8 чёрный конь · c8 чёрный слон · d8 чёрный ферзь · e8 чёрный король · f8 чёрный слон · g8 чёрный конь · h8 чёрная ладья · a7 чёрная пешка · b7 чёрная пешка · c7 чёрная пешка · e7 чёрная пешка · f7 чёрная пешка · g7 чёрная пешка · h7 чёрная пешка · d5 чёрная пешка · c4 белая пешка · f3 белый конь · a2 белая пешка · b2 белая пешка · d2 белая пешка · e2 белая пешка · f2 белая пешка · g2 белая пешка · h2 белая пешка · a1 белая ладья · b1 белый конь · c1 белый слон · d1 белый ферзь · e1 белый король · f1 белый слон · h1 белая ладья | a8 чёрная ладья · b8 чёрный конь · c8 чёрный слон · d8 чёрный ферзь · e8 чёрный король · f8 чёрный слон · g8 чёрный конь · h8 чёрная ладья · a7 чёрная пешка · b7 чёрная пешка · c7 чёрная пешка · e7 чёрная пешка · f7 чёрная пешка · g7 чёрная пешка · h7 чёрная пешка · d5 чёрная пешка · c4 белая пешка · f3 белый конь · a2 белая пешка · b2 белая пешка · d2 белая пешка · e2 белая пешка · f2 белая пешка · g2 белая пешка · h2 белая пешка · a1 белая ладья · b1 белый конь · c1 белый слон · d1 белый ферзь · e1 белый король · f1 белый слон · h1 белая ладья | a8 чёрная ладья · b8 чёрный конь · c8 чёрный слон · d8 чёрный ферзь · e8 чёрный король · f8 чёрный слон · g8 чёрный конь · h8 чёрная ладья · a7 чёрная пешка · b7 чёрная пешка · c7 чёрная пешка · e7 чёрная пешка · f7 чёрная пешка · g7 чёрная пешка · h7 чёрная пешка · d5 чёрная пешка · c4 белая пешка · f3 белый конь · a2 белая пешка · b2 белая пешка · d2 белая пешка · e2 белая пешка · f2 белая пешка · g2 белая пешка · h2 белая пешка · a1 белая ладья · b1 белый конь · c1 белый слон · d1 белый ферзь · e1 белый король · f1 белый слон · h1 белая ладья | a8 чёрная ладья · b8 чёрный конь · c8 чёрный слон · d8 чёрный ферзь · e8 чёрный король · f8 чёрный слон · g8 чёрный конь · h8 чёрная ладья · a7 чёрная пешка · b7 чёрная пешка · c7 чёрная пешка · e7 чёрная пешка · f7 чёрная пешка · g7 чёрная пешка · h7 чёрная пешка · d5 чёрная пешка · c4 белая пешка · f3 белый конь · a2 белая пешка · b2 белая пешка · d2 белая пешка · e2 белая пешка · f2 белая пешка · g2 белая пешка · h2 белая пешка · a1 белая ладья · b1 белый конь · c1 белый слон · d1 белый ферзь · e1 белый король · f1 белый слон · h1 белая ладья | a8 чёрная ладья · b8 чёрный конь · c8 чёрный слон · d8 чёрный ферзь · e8 чёрный король · f8 чёрный слон · g8 чёрный конь · h8 чёрная ладья · a7 чёрная пешка · b7 чёрная пешка · c7 чёрная пешка · e7 чёрная пешка · f7 чёрная пешка · g7 чёрная пешка · h7 чёрная пешка · d5 чёрная пешка · c4 белая пешка · f3 белый конь · a2 белая пешка · b2 белая пешка · d2 белая пешка · e2 белая пешка · f2 белая пешка · g2 белая пешка · h2 белая пешка · a1 белая ладья · b1 белый конь · c1 белый слон · d1 белый ферзь · e1 белый король · f1 белый слон · h1 белая ладья | 3 |
| 2 | a8 чёрная ладья · b8 чёрный конь · c8 чёрный слон · d8 чёрный ферзь · e8 чёрный король · f8 чёрный слон · g8 чёрный конь · h8 чёрная ладья · a7 чёрная пешка · b7 чёрная пешка · c7 чёрная пешка · e7 чёрная пешка · f7 чёрная пешка · g7 чёрная пешка · h7 чёрная пешка · d5 чёрная пешка · c4 белая пешка · f3 белый конь · a2 белая пешка · b2 белая пешка · d2 белая пешка · e2 белая пешка · f2 белая пешка · g2 белая пешка · h2 белая пешка · a1 белая ладья · b1 белый конь · c1 белый слон · d1 белый ферзь · e1 белый король · f1 белый слон · h1 белая ладья | a8 чёрная ладья · b8 чёрный конь · c8 чёрный слон · d8 чёрный ферзь · e8 чёрный король · f8 чёрный слон · g8 чёрный конь · h8 чёрная ладья · a7 чёрная пешка · b7 чёрная пешка · c7 чёрная пешка · e7 чёрная пешка · f7 чёрная пешка · g7 чёрная пешка · h7 чёрная пешка · d5 чёрная пешка · c4 белая пешка · f3 белый конь · a2 белая пешка · b2 белая пешка · d2 белая пешка · e2 белая пешка · f2 белая пешка · g2 белая пешка · h2 белая пешка · a1 белая ладья · b1 белый конь · c1 белый слон · d1 белый ферзь · e1 белый король · f1 белый слон · h1 белая ладья | a8 чёрная ладья · b8 чёрный конь · c8 чёрный слон · d8 чёрный ферзь · e8 чёрный король · f8 чёрный слон · g8 чёрный конь · h8 чёрная ладья · a7 чёрная пешка · b7 чёрная пешка · c7 чёрная пешка · e7 чёрная пешка · f7 чёрная пешка · g7 чёрная пешка · h7 чёрная пешка · d5 чёрная пешка · c4 белая пешка · f3 белый конь · a2 белая пешка · b2 белая пешка · d2 белая пешка · e2 белая пешка · f2 белая пешка · g2 белая пешка · h2 белая пешка · a1 белая ладья · b1 белый конь · c1 белый слон · d1 белый ферзь · e1 белый король · f1 белый слон · h1 белая ладья | a8 чёрная ладья · b8 чёрный конь · c8 чёрный слон · d8 чёрный ферзь · e8 чёрный король · f8 чёрный слон · g8 чёрный конь · h8 чёрная ладья · a7 чёрная пешка · b7 чёрная пешка · c7 чёрная пешка · e7 чёрная пешка · f7 чёрная пешка · g7 чёрная пешка · h7 чёрная пешка · d5 чёрная пешка · c4 белая пешка · f3 белый конь · a2 белая пешка · b2 белая пешка · d2 белая пешка · e2 белая пешка · f2 белая пешка · g2 белая пешка · h2 белая пешка · a1 белая ладья · b1 белый конь · c1 белый слон · d1 белый ферзь · e1 белый король · f1 белый слон · h1 белая ладья | a8 чёрная ладья · b8 чёрный конь · c8 чёрный слон · d8 чёрный ферзь · e8 чёрный король · f8 чёрный слон · g8 чёрный конь · h8 чёрная ладья · a7 чёрная пешка · b7 чёрная пешка · c7 чёрная пешка · e7 чёрная пешка · f7 чёрная пешка · g7 чёрная пешка · h7 чёрная пешка · d5 чёрная пешка · c4 белая пешка · f3 белый конь · a2 белая пешка · b2 белая пешка · d2 белая пешка · e2 белая пешка · f2 белая пешка · g2 белая пешка · h2 белая пешка · a1 белая ладья · b1 белый конь · c1 белый слон · d1 белый ферзь · e1 белый король · f1 белый слон · h1 белая ладья | a8 чёрная ладья · b8 чёрный конь · c8 чёрный слон · d8 чёрный ферзь · e8 чёрный король · f8 чёрный слон · g8 чёрный конь · h8 чёрная ладья · a7 чёрная пешка · b7 чёрная пешка · c7 чёрная пешка · e7 чёрная пешка · f7 чёрная пешка · g7 чёрная пешка · h7 чёрная пешка · d5 чёрная пешка · c4 белая пешка · f3 белый конь · a2 белая пешка · b2 белая пешка · d2 белая пешка · e2 белая пешка · f2 белая пешка · g2 белая пешка · h2 белая пешка · a1 белая ладья · b1 белый конь · c1 белый слон · d1 белый ферзь · e1 белый король · f1 белый слон · h1 белая ладья | a8 чёрная ладья · b8 чёрный конь · c8 чёрный слон · d8 чёрный ферзь · e8 чёрный король · f8 чёрный слон · g8 чёрный конь · h8 чёрная ладья · a7 чёрная пешка · b7 чёрная пешка · c7 чёрная пешка · e7 чёрная пешка · f7 чёрная пешка · g7 чёрная пешка · h7 чёрная пешка · d5 чёрная пешка · c4 белая пешка · f3 белый конь · a2 белая пешка · b2 белая пешка · d2 белая пешка · e2 белая пешка · f2 белая пешка · g2 белая пешка · h2 белая пешка · a1 белая ладья · b1 белый конь · c1 белый слон · d1 белый ферзь · e1 белый король · f1 белый слон · h1 белая ладья | a8 чёрная ладья · b8 чёрный конь · c8 чёрный слон · d8 чёрный ферзь · e8 чёрный король · f8 чёрный слон · g8 чёрный конь · h8 чёрная ладья · a7 чёрная пешка · b7 чёрная пешка · c7 чёрная пешка · e7 чёрная пешка · f7 чёрная пешка · g7 чёрная пешка · h7 чёрная пешка · d5 чёрная пешка · c4 белая пешка · f3 белый конь · a2 белая пешка · b2 белая пешка · d2 белая пешка · e2 белая пешка · f2 белая пешка · g2 белая пешка · h2 белая пешка · a1 белая ладья · b1 белый конь · c1 белый слон · d1 белый ферзь · e1 белый король · f1 белый слон · h1 белая ладья | 2 |
| 1 | a8 чёрная ладья · b8 чёрный конь · c8 чёрный слон · d8 чёрный ферзь · e8 чёрный король · f8 чёрный слон · g8 чёрный конь · h8 чёрная ладья · a7 чёрная пешка · b7 чёрная пешка · c7 чёрная пешка · e7 чёрная пешка · f7 чёрная пешка · g7 чёрная пешка · h7 чёрная пешка · d5 чёрная пешка · c4 белая пешка · f3 белый конь · a2 белая пешка · b2 белая пешка · d2 белая пешка · e2 белая пешка · f2 белая пешка · g2 белая пешка · h2 белая пешка · a1 белая ладья · b1 белый конь · c1 белый слон · d1 белый ферзь · e1 белый король · f1 белый слон · h1 белая ладья | a8 чёрная ладья · b8 чёрный конь · c8 чёрный слон · d8 чёрный ферзь · e8 чёрный король · f8 чёрный слон · g8 чёрный конь · h8 чёрная ладья · a7 чёрная пешка · b7 чёрная пешка · c7 чёрная пешка · e7 чёрная пешка · f7 чёрная пешка · g7 чёрная пешка · h7 чёрная пешка · d5 чёрная пешка · c4 белая пешка · f3 белый конь · a2 белая пешка · b2 белая пешка · d2 белая пешка · e2 белая пешка · f2 белая пешка · g2 белая пешка · h2 белая пешка · a1 белая ладья · b1 белый конь · c1 белый слон · d1 белый ферзь · e1 белый король · f1 белый слон · h1 белая ладья | a8 чёрная ладья · b8 чёрный конь · c8 чёрный слон · d8 чёрный ферзь · e8 чёрный король · f8 чёрный слон · g8 чёрный конь · h8 чёрная ладья · a7 чёрная пешка · b7 чёрная пешка · c7 чёрная пешка · e7 чёрная пешка · f7 чёрная пешка · g7 чёрная пешка · h7 чёрная пешка · d5 чёрная пешка · c4 белая пешка · f3 белый конь · a2 белая пешка · b2 белая пешка · d2 белая пешка · e2 белая пешка · f2 белая пешка · g2 белая пешка · h2 белая пешка · a1 белая ладья · b1 белый конь · c1 белый слон · d1 белый ферзь · e1 белый король · f1 белый слон · h1 белая ладья | a8 чёрная ладья · b8 чёрный конь · c8 чёрный слон · d8 чёрный ферзь · e8 чёрный король · f8 чёрный слон · g8 чёрный конь · h8 чёрная ладья · a7 чёрная пешка · b7 чёрная пешка · c7 чёрная пешка · e7 чёрная пешка · f7 чёрная пешка · g7 чёрная пешка · h7 чёрная пешка · d5 чёрная пешка · c4 белая пешка · f3 белый конь · a2 белая пешка · b2 белая пешка · d2 белая пешка · e2 белая пешка · f2 белая пешка · g2 белая пешка · h2 белая пешка · a1 белая ладья · b1 белый конь · c1 белый слон · d1 белый ферзь · e1 белый король · f1 белый слон · h1 белая ладья | a8 чёрная ладья · b8 чёрный конь · c8 чёрный слон · d8 чёрный ферзь · e8 чёрный король · f8 чёрный слон · g8 чёрный конь · h8 чёрная ладья · a7 чёрная пешка · b7 чёрная пешка · c7 чёрная пешка · e7 чёрная пешка · f7 чёрная пешка · g7 чёрная пешка · h7 чёрная пешка · d5 чёрная пешка · c4 белая пешка · f3 белый конь · a2 белая пешка · b2 белая пешка · d2 белая пешка · e2 белая пешка · f2 белая пешка · g2 белая пешка · h2 белая пешка · a1 белая ладья · b1 белый конь · c1 белый слон · d1 белый ферзь · e1 белый король · f1 белый слон · h1 белая ладья | a8 чёрная ладья · b8 чёрный конь · c8 чёрный слон · d8 чёрный ферзь · e8 чёрный король · f8 чёрный слон · g8 чёрный конь · h8 чёрная ладья · a7 чёрная пешка · b7 чёрная пешка · c7 чёрная пешка · e7 чёрная пешка · f7 чёрная пешка · g7 чёрная пешка · h7 чёрная пешка · d5 чёрная пешка · c4 белая пешка · f3 белый конь · a2 белая пешка · b2 белая пешка · d2 белая пешка · e2 белая пешка · f2 белая пешка · g2 белая пешка · h2 белая пешка · a1 белая ладья · b1 белый конь · c1 белый слон · d1 белый ферзь · e1 белый король · f1 белый слон · h1 белая ладья | a8 чёрная ладья · b8 чёрный конь · c8 чёрный слон · d8 чёрный ферзь · e8 чёрный король · f8 чёрный слон · g8 чёрный конь · h8 чёрная ладья · a7 чёрная пешка · b7 чёрная пешка · c7 чёрная пешка · e7 чёрная пешка · f7 чёрная пешка · g7 чёрная пешка · h7 чёрная пешка · d5 чёрная пешка · c4 белая пешка · f3 белый конь · a2 белая пешка · b2 белая пешка · d2 белая пешка · e2 белая пешка · f2 белая пешка · g2 белая пешка · h2 белая пешка · a1 белая ладья · b1 белый конь · c1 белый слон · d1 белый ферзь · e1 белый король · f1 белый слон · h1 белая ладья | a8 чёрная ладья · b8 чёрный конь · c8 чёрный слон · d8 чёрный ферзь · e8 чёрный король · f8 чёрный слон · g8 чёрный конь · h8 чёрная ладья · a7 чёрная пешка · b7 чёрная пешка · c7 чёрная пешка · e7 чёрная пешка · f7 чёрная пешка · g7 чёрная пешка · h7 чёрная пешка · d5 чёрная пешка · c4 белая пешка · f3 белый конь · a2 белая пешка · b2 белая пешка · d2 белая пешка · e2 белая пешка · f2 белая пешка · g2 белая пешка · h2 белая пешка · a1 белая ладья · b1 белый конь · c1 белый слон · d1 белый ферзь · e1 белый король · f1 белый слон · h1 белая ладья | 1 |
|   | a | b | c | d | e | f | g | h |   |

1920-е годы были периодом расцвета школы, известной как гипермодернизм. Её идеологи Арон Нимцович, Рихард Рети, Савелий Тартаковер и умерший в 1921 году, но оказавший заметное влияние на современников Дьюла Брейер, оппонируя в первую очередь догмам Тарраша, предлагали строить игру не на занятии центра, а на давлении на него с флангов и использовании слабостей «раскрывшегося» противника. Программными трудами гипермодернистов были «Новые идеи в шахматах» Рети (1922), «Ультрасовременная шахматная партия» Тартаковера и «Моя система» Нимцовича (обе — 1925). «Гипермодернисты» разработали и ввели в обиход или популяризовали целый ряд основанных на этой идее дебютных систем: дебют Рети, защиту Нимцовича, голландскую защиту, защиту Грюнфельда. Популярным приёмом стало фианкеттирование слона. Сицилианская защита получила, фактически, новую жизнь. Под влиянием гипермодернистских идей Алехин ввёл в практику дебют, получивший известность как защита Алехина.
Наиболее вероятными претендентами на матч с Капабланкой считались Алехин, Боголюбов и Нимцович, каждый из которых уже добивался значимых турнирных побед. После того, как Алехину удалось получить от аргентинских властей финансовую поддержку матча в Буэнос-Айресе, что позволило ему официально бросить вызов чемпиону, в начале 1927 года в Нью-Йорке состоялся матч-турнир, который многими рассматривался как реальный отбор на матч на первенство мира: Капабланка и пятеро вероятных претендентов на матч за титул — Алехин, Нимцович, Маршалл, Рудольф Шпильман и Милан Видмар — играли в четыре круга (Боголюбов отказался участвовать). Капабланка одержал безоговорочную победу, выиграв все микроматчи без единого поражения (14 из 20), вторым был Алехин (11½), третьим — Нимцович (10½). Второе место де-факто подтвердило право Алехина на матч. Осенью того же года в Аргентине состоялся матч между Капабланкой и Алехиным, по условиям чемпиона игравшийся до шести побед одного из участников и без ограничения по количеству партий. По итогам 34 партий (на тот момент — рекорд для матчей за звание чемпиона мира) Алехин победил: +6 −3 =25. Экс-чемпион стремился получить право на реванш, но такого матча никогда не состоялось. В 1929 году Алехин принял вызов Боголюбова — по всеобщему мнению, более слабого соперника — и победил его со счётом 15½:9½. Более убедительными были его турнирные результаты — победы в Сан-Ремо (1930, 14 из 15) и Бледе (1931, 20½ из 26) без поражений в соревнованиях, в которых, кроме Капабланки, участвовала почти вся шахматная элита. Победа в карлсбадском турнире 1929 года, в котором из сильнейших игроков не играл только Алехин, в свою очередь, стала высшим достижением Арона Нимцовича.
В начале 1930-х годов на передний план вышло новое поколение шахматистов: чемпионат СССР 1931 года выиграл 20-летний Михаил Ботвинник, победа в турнире в Гастингсе 1931/1932 годов стала первым из серии успешных выступлений в 1-й половине 1930-х уроженца Чехословакии Сало Флора, а на олимпиаде 1935 года в Варшаве на первой доске сборной Эстонии ярко дебютировал 19-летний Пауль Керес. Четыре шахматные олимпиады подряд в 1930-х выиграла сборная США, ведущими игроками которой были Исаак Кэжден и Ройбен Файн. Чуть позже признанным лидером американских шахмат стал Самуэль Решевский, который, начиная с 1936 года, выиграл четыре первых чемпионата США. Алехин, между тем, в 1934 году повторно провёл матч с Боголюбовым и одержал такую же убедительную победу: 15½:10½. Следующую защиту титула он провёл через год, и его соперник голландец Макс Эйве не считался наиболее достойным из претендентов (его турнирные успехи были скромнее, чем, например, у Флора, а незадолго до этого Эйве уступил в матче против Капабланки). Тем не менее Эйве победил: +9 −8 =13, не последнюю роль в чём, по распространённому мнению, сыграли проблемы Алехина с алкоголем. В следующем году в Ноттингеме (Великобритания) состоялся один из самых представительных по составу турниров своего времени: в нём играли новый чемпион мира и три экс-чемпиона — Ласкер, Капабланка и Алехин. Эйве в итоге остался шестым, а 1—2 места разделили Капабланка и Ботвинник. Условия матча 1935 года предусматривали право чемпиона мира на матч-реванш в случае поражения, и он состоялся через два года. Несмотря на посредственные результаты в турнирах в этот период, Алехин вернул себе титул за явным преимуществом: +10 −4 =11. Алехин оставался чемпионом мира до своей смерти в 1946 году.

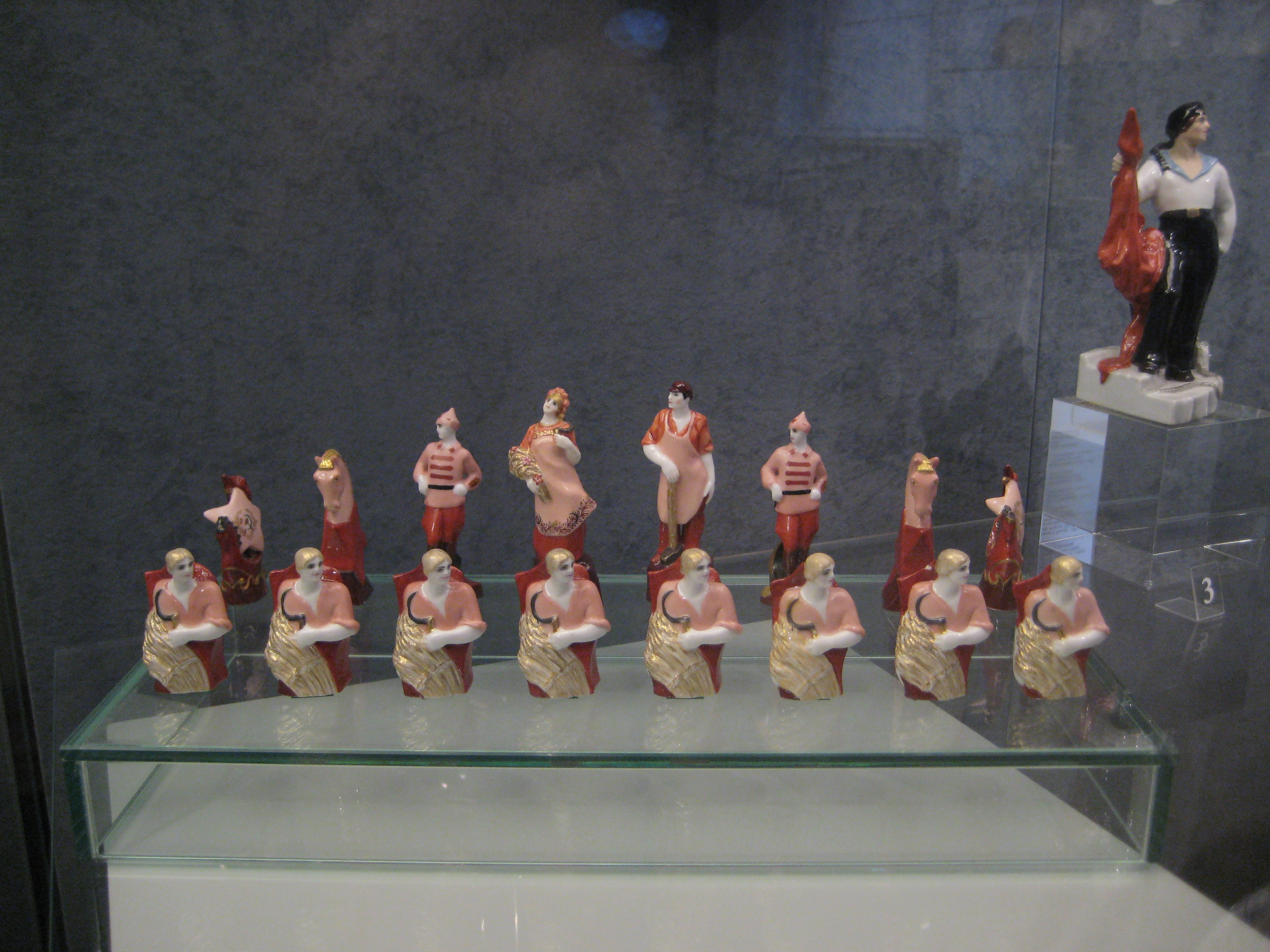
Советские фарфоровые шахматы «Красные и белые», 1925. ВМДПНИ

В Советском Союзе в 1920-х годах была выстроена вертикальная организация шахматных кружков, клубов и соревнований. В 1924 году на 3-м Всесоюзном шахматном съезде была создана Всесоюзная шахматно-шашечная секция при Высшем совете физической культуры при ВЦИК. С конца 1920-х годов была введена единая квалификационная система — от разрядов, присваивавшихся любителям в спортивных секциях до звания гроссмейстера СССР, это звание первым получил Борис Верлинский в 1929 году. С момента основания ВШШС возглавлял заместитель наркома юстиции РСФСР Николай Крыленко, энтузиаст шахмат, сам участвовавший в соревнованиях. В том же 1924 году был основан всесоюзный журнал «64», его редактором тоже стал Крыленко. По его инициативе соответственно в 1935 и 1936 годах состоялись второй и третий московские международные турниры. На обоих турнирах крупного успеха добился лидер молодого поколения советских шахматистов Михаил Ботвинник, разделивший с Флором первое место в одном турнире и занявший второе место после Капабланки во втором. При этом в целом советские шахматы в довоенный период существовали в условиях самоизоляции, принцип которой был сформулирован в резолюции 4-го Всесоюзного шахматного съезда (1925): «Съезд считает совершенно недопустимым какое бы то ни было вхождение в международные организации непролетарского характера, органическое и постоянное участие в международных турнирах членов пролетарских организаций по своему усмотрению и без санкции Центрального комитета той организации, членом которой он состоит». Советские шахматные организации принимали участие в соревнованиях Рабочего шахматного интернационала (Шахинтерна), основанного в 1923 году по инициативе влиятельного Германского рабочего шахматного союза. В 1929 году СССР прекратил участие в Шахинтерне, а после прихода к власти в Германии национал-социалистов Германский рабочий шахматный союз был запрещён. Крыленко, первый нарком юстиции СССР, был одним из организаторов Большого террора, но в 1938 году сам был арестован и приговорён к расстрелу.
В 1938 году для определения следующего соперника Алехина в Нидерландах был организован двухкруговой турнир — в честь компании-спонсора он получил название АВРО-турнир — с участием чемпиона мира и семи претендентов — Ботвинника, Капабланки, Кереса, Решевского, Файна, Флора и Эйве. Соревнование ознаменовалось триумфом молодого поколения: по 8½ из 14 набрали Керес и Файн, 7½ — Ботвинник. Алехин разделил 4—6 места с Эйве и Решевским (по 7). По дополнительному показателю (коэффициенту Бергера) победителем был объявлен эстонский шахматист. Однако матч между ним и Алехиным, равно как и матч между Алехиным и Ботвинником, о чём в это же время тайно велись переговоры, так и не состоялся.
Вторая мировая война началась, когда была в разгаре олимпиада 1939 года в Буэнос-Айресе. Многие европейские шахматисты предпочли остаться в Аргентине или других странах Латинской Америки, в их числе была сборная Германии — победитель олимпиады — в полном составе во главе с австрийцем Элисказесом (после аншлюса Австрия не могла выставить отдельную команду) и поляк Мендель Найдорф (в Аргентине он сменил имя на Мигель), один из талантливейших европейских шахматистов нового поколения. В годы войны на территориях, оккупированных нацистской Германией, организовывались турниры с участием Алехина, Кереса, Боголюбова и шахматистов нейтральной Швеции Гёсты Штольца и Эрика Лундина. Турнир в Мюнхене в 1942 году, в котором первенствовал Алехин, был объявлен чемпионатом Европы. Генерал-губернатор оккупированной Польши Ганс Франк был поклонником шахмат и организовал серию турниров.

## Шахматы во 2-й половине XX века

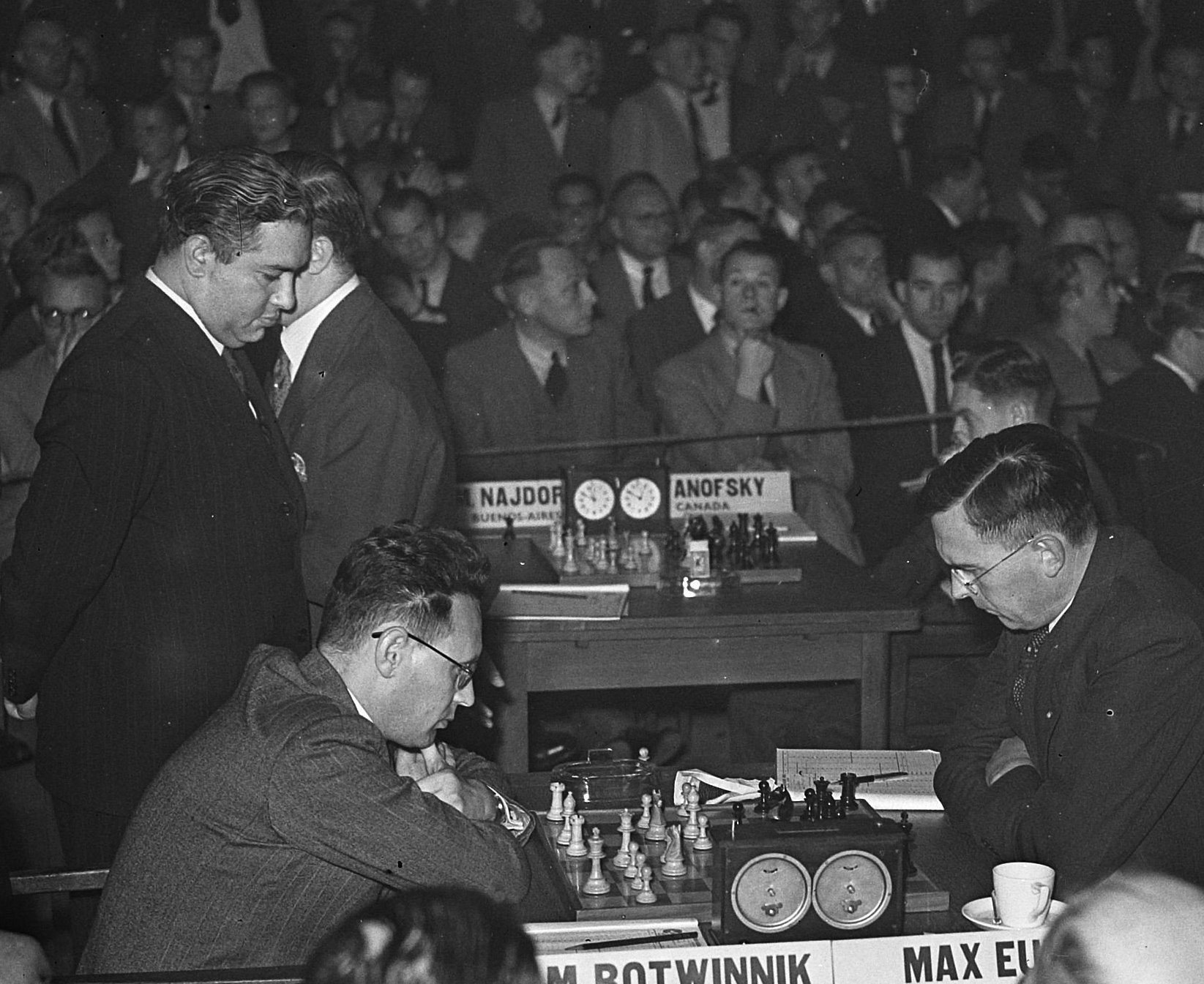
Партия М. Ботвинник — М. Эйве на турнире в Гронингене (1946)

Послевоенные десятилетия прошли под знаком советской гегемонии. Она стала результатом одновременно массовой политики, проводившейся через сеть государственных организаций, таких как добровольные спортивные общества и дворцы пионеров, и де-факто профессионального статуса ведущих шахматистов страны, которые получали государственную стипендию и могли сделать шахматы своим основным занятием. Наступление новой эпохи ознаменовали победы команды СССР в радиоматче СССР — США (1945, 15½:4½) и радиоматче СССР — Великобритания (1946, 18:6) Советские шахматисты удерживали титул чемпиона мира в 1948—1972 годах, в 1951—1969 годах матчи проходили только в Москве между советскими гроссмейстерами. Советские шахматистки разыгрывали титул между собой до 1991 года. В 1952 году сборная СССР впервые приняла участие в шахматной олимпиаде, и все последующие олимпиады до 1974 года включительно выигрывали мужская и женская советские команды. Анализы советских шахматистов внесли огромный вклад в дебютную теорию: благодаря Давиду Бронштейну, Исааку Болеславскому и Ефиму Геллеру сицилианская защита и особенно староиндийская защита, дававшие чёрным инициативную контригру уже в дебюте, стали популярны на самом высоком уровне. Михаилу Ботвиннику, больше прочих рассматривавшему шахматы как спорт и практиковавшему не только подготовку к конкретным соперникам, но и, например, анализ расходования времени на обдумывание партии, принадлежат и глубоко разработанные системы во французской защите, отказанном ферзевом гамбите, английском начале.
В годы войны умерли экс-чемпионы мира Ласкер (1941) и Капабланка (1942). В 1944 году Вера Менчик погибла в Лондоне во время немецкой бомбардировки. В марте 1946 года умер Алехин, который незадолго до смерти вёл переговоры о матче с Ботвинником. Организацию чемпионата мира взяла в свои руки ФИДЕ: по решению федерации новый чемпион должен был определиться в матч-турнире, в который были персонально приглашены Керес (после утраты независимости Эстонии он выступал за СССР), Файн и Решевский, а ещё три участника отбирались по результатам турнира в Гронингене, который состоялся в августе — сентябре того же года. Единоличную победу в нём одержал Ботвинник, вторым стал Эйве, третьим — двадцатипятилетний Василий Смыслов, годом ранее в радиоматче против США на второй доске выигравший обе партии у Решевского и моментально ворвавшийся в элиту. Файн отказался от участия в турнире, так как это спутало бы его планы по защите диссертации по психологии (в последующие годы Файн полностью прекратил участие в соревнованиях и посвятил себя карьере психоаналитика), и титул в итоге разыгрывали пять претендентов, проведшие друг с другом по пять партий. Ботвинник победил с 14 очками из 20, вторым был Смыслов (11½), Керес и Решевский набрали по 10½, Эйве не смог составить им конкуренции (4).
Под эгидой ФИДЕ был выстроен трёхлетний цикл отбора претендента на матч за звание чемпиона мира, состоявший из трёх этапов: зональные турниры; межзональный турнир, в который выходили победители последних; турнир претендентов, победитель которого выходил на титульный матч. Чемпион мира не имел права отказаться от матча с определённым таким образом претендентом. Летом 1948 года прошёл первый межзональный турнир в Сальтшёбадене (Швеция), победители которого вместе с участниками матч-турнира 1948 года в Москве и Гааге получили право играть в турнире претендентов. Турнир, в свою очередь, состоялся в Будапеште в 1950 году. 1—2 места в турнире претендентов разделили советские шахматисты Бронштейн и Болеславский. В дополнительном мачте из 14 партий победил Бронштейн. Матч между чемпионом мира Ботвинником и претендентом Бронштейном игрался на большинство из 24 партий и закончился вничью: 12:12. Титул сохранил действующий чемпион мира, Ботвиннику пришлось отыгрываться в концовке. На этих же условиях матчи проходили и в следующие два десятилетия. Первый послевоенный женский чемпионат мира состоялся в Москве на рубеже 1949—1950 годов и завершился победой Людмилы Руденко (11½ очков из 15). Второе, третье и четвёртое места заняли её соотечественницы Ольга Рубцова, Елизавета Быкова и Валентина Борисенко (Белова); Быкова и Рубцова в дальнейшем тоже становились чемпионками мира. В 1949 году президентом ФИДЕ стал шведский юрист Фольке Рогард, который удерживал пост до 1970 года и с именем которого связываются решающий вклад ФИДЕ в унификацию шахматных соревнований и усиление роли организации. Первая послевоенная шахматная олимпиада прошла в 1950 году в югославском Дубровнике. Её выиграли хозяева, возглавляемые Светозаром Глигоричем. В том же году ФИДЕ начала присвоение спортивных званий гроссмейстера — его первыми обладателями стали 27 шахматистов, часть из которых сделала себе имя довоенным выступлениями — и международного мастера. В 1951 году в Великобритании прошёл первый чемпионат мира по шахматам среди юниоров (победил югослав Борислав Ивков). В следующей олимпиаде (Хельсинки, 1952) впервые приняла участие советская команда, которая уверенно победила даже без Ботвинника в составе. В 1950—1953 годах под эгидой созданной в 1946 году Международной федерации шахмат по переписке (ИКЧФ) прошёл первый чемпионат мира по шахматам по переписке, победу в котором одержал австралиец Сесил Пурди. В 1960-х годах ИКЧФ и ФИДЕ заключили соглашения, в соответствии с которыми ИКЧФ стала аффилирована с ФИДЕ, а ФИДЕ обязалась признавать соревнования и звания ИКЧФ.
1950-е годы были примечательны затяжной борьбой за титул чемпиона мира между Ботвинником и Смысловым: они провели три матча за пять лет. Впервые право на матч Смыслов получил, победив в турнире претендентов 1953 года в Швейцарии. Титульный поединок прошёл в следующем году и окончился вничью: 12:12. В следующем турнире претендентов (1956) снова первенствовал Смыслов. В 1956 году олимпиада впервые прошла в Москве. Там же на конгрессе ФИДЕ были приняты два дополнения к правилам розыгрыша титула: о праве проигравшего чемпиона мира на матч-реванш против нового чемпиона через год на тех же условиях и о том, что в число претендентов может выйти не более пяти представителей одной страны (подразумевалось, СССР), включая гарантировавших себе место в претендентах по результатам предыдущего цикла. По словам Юрия Авербаха, инициатива принятия обоих положений исходила от Ботвинника, а благодаря второму положению в соревнования претендентов проходило меньше сильных соперников. Наиболее пострадавшим от этого ограничения считается советский гроссмейстер Леонид Штейн, дважды, в 1962 и 1965 годах, уступивший дорогу иностранным шахматистам, финишировавшим в межзональном турнире ниже него; после 1965 года правило было отменено. Второй матч между Смысловым и Ботвинником в Москве в 1957 году закончился в пользу претендента: 12½:9½, однако правила предусматривали, что экс-чемпион сохраняет право на матч-реванш против претендента через год на тех же условиях. В матче-реванше Ботвинник вернул себе титул. Следующим соперником Ботвинника стал советский гроссмейстер, уроженец Риги Михаил Таль, который в 21 год выиграл межзональный турнир и в 22 — турнир претендентов. В этот же турнир претендентов отобрался американский вундеркинд Роберт Фишер; в межзональном турнире он выполнил норму гроссмейстера в рекордные пятнадцать лет. Таль победил и Ботвинника в матче за титул: 12½:8½. Отличительной чертой Таля был агрессивный комбинационный стиль игры, позволявший сравнивать его со «старыми мастерами» романтического периода шахмат. Его жертвы нередко оказывались некорректными, но их опровержение обнаруживалось уже после партии, а за доской оппонент не находил лучшей защиты. По карьере Таля удар нанесли проблемы со здоровьем: он проиграл Ботвиннику матч-реванш, который согласился играть, полностью не восстановившись от болезни (8:13), и в дальнейшем он страдал от целого набора заболеваний, при этом оставаясь топ-игроком до 1980-х. Таль делит с Ботвинником рекорд по количеству побед в чемпионатах СССР — по шесть. На протяжении всего этого периода неудачи преследовали Кереса: в турнирах претендентов 1953—1962 годов он занимал или делил второе место и, оставаясь одним из сильнейших шахматистов мира, так и не получил права на матч за титул. Схема с турниром претендентов была изменена после турнира претендентов 1962 года на Кюрасао, в котором победил ещё один советский гроссмейстер Тигран Петросян, а его соотечественники Керес и Геллер поделили второе — третье места. Фишер опубликовал статью в Sports Illustrated, в которой обвинил трио советских шахматистов в том, что они договорились сыграть все партии между собой вничью (все партии между ними действительной закончились ничьими, часто — короткими), чтобы сэкономить силы на остальные партии и исключить из борьбы самого Фишера, а ФИДЕ — в потворствовании этому. После развернувшегося скандала ФИДЕ проголосовала за то, чтобы со следующего цикла соперник чемпиона мира определялся по итогам цикла матчей претендентов по олимпийской системе.

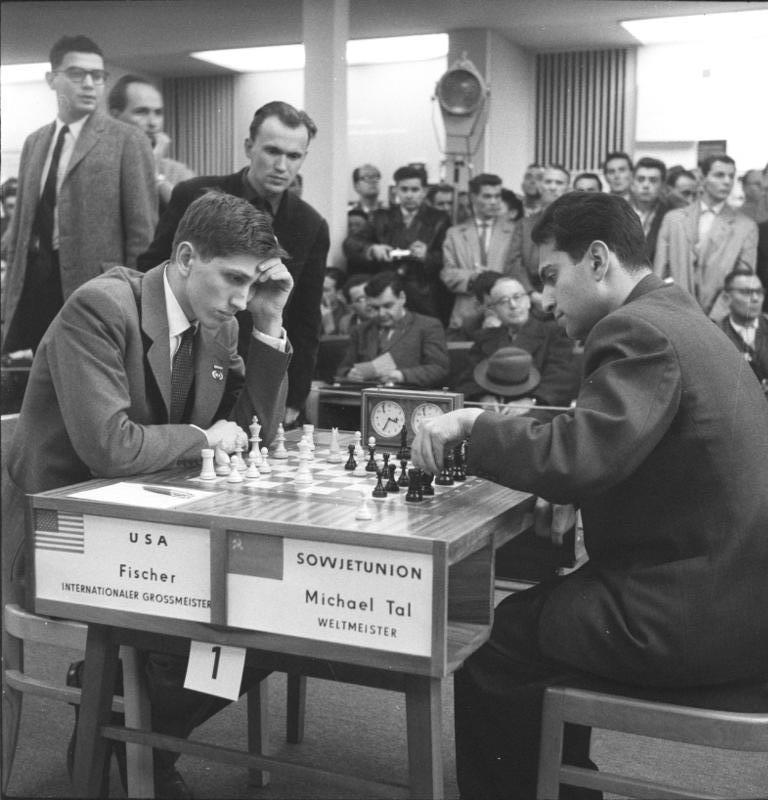
Роберт Фишер и Михаил Таль играют на 1-й доске в матче США — СССР на Олимпиаде 1960

Ботвинник проиграл очередной матч на первенство мира (1963) соотечественнику Тиграну Петросяну. Право побеждённого чемпиона на матч-реванш для этого и последующих поединков было отменено решением конгресса 1959 года, а от участия в следующем претендентском цикле Ботвинник отказался (его по итогам предыдущего турнира претендентов заменил Геллер). Фишер, по-прежнему протестуя против политики ФИДЕ, решил бойкотировать претендентский цикл, и никто по-прежнему не смог поставить под сомнение советскую гегемонию, победителем первого цикла матчей претендентов стал Борис Спасский, в финале одолевший Таля. В матче за титул Спасский проиграл Петросяну с минимальным счётом: 11½:12½. В следующем цикле Спасский повторно завоевал право на титульный матч и взял реванш у Петросяна: 12½:10½, а Фишер подтвердил реноме скандального игрока: он выбыл из числа претендентов после того, как, лидируя в межзональном турнире, отказался играть в дни, утверждённые организаторами, и, в итоге, был исключён из турнира. В 1970 году состоялся «матч века» сборная СССР — сборная мира. Несмотря на поражения на первых досках (на второй, в частности, Фишер победил Петросяна 3:1) сборная СССР выиграла: 20½:19½. В следующем цикле Фишер выдал уникальную в своём роде серию, увенчавшуюся победой в титульном матче: он выиграл межзональный турнир в Пальме-де-Майорка с отрывом в 3½ очка от ближайших соперников, выиграл четвертьфинальный матч претендентов у Марка Тайманова со счётом 6:0 без единой ничьей и с таким же счётом — полуфинальный матч против Бента Ларсена (первой доски сборной мира в «матче века»), а в финальном матче претендентов победил Петросяна 6½:2½. Матч Спасский — Фишер (Рейкьявик, 1972), окончившийся победой претендента 12½:8½, состоялся на пике «холодной войны» и сделал Фишера своего рода поп-звездой, способствовав длящемуся росту популярности шахмат в мире. В 1970 году ФИДЕ официально приняла систему подсчёта индивидуальных коэффициентов игроков, разработанную американским физиком Арпадом Эло и известную как рейтинг Эло; после победы над Петросяном рейтинг Фишера достиг отметки 2785 пунктов, и только в 1990 году её превзошёл Гарри Каспаров. В этот период техническое оснащение ключевых шахматных соревнований (большие экраны с демонстрационными досками и табло часов) сделали их привлекательными для публики, а матч Спасский — Фишер и олимпиады 1970 года в Зигене и 1972 года в Скопье подробно освещались кабельным телевидением. 9 июня 1970 года между советскими космонавтами состоялась партия «Космос — Земля», в которой белыми играл экипаж корабля «Союз-9», передававший ходы по радиосвязи.
В ранге чемпиона мира Фишер не провёл ни одной официальной партии. В 1975 году его соперником в новом матче за титул должен был стать советский гроссмейстер Анатолий Карпов, последовательно в матчах отборочного цикла победивший соотечественников Льва Полугаевского, Бориса Спасского и Виктора Корчного. В 1971 году конгресс ФИДЕ принял решение, что матч за звание чемпиона мира 1975 года пройдёт до шести побед без ограничения по количеству партий. Перед очередным конгрессом 1974 года Фишер выдвинул множество условий, ключевыми из которых были, чтобы новый матч игрался до десяти побед без ограничения по количеству партий, и при счёте 9:9 чемпион сохранял звание. Конгресс ФИДЕ при противодействии СССР отклонил предложения чемпиона, и последний не дал согласия на участие в матче. 3 апреля 1975 года президент ФИДЕ Макс Эйве провозгласил Карпова чемпионом мира без игры. Во второй половине 1970-х годов Карпов подтверждал свой статус чемпиона, выиграв большинство турниров из тех, в которых принял участие, включая делёж с Талем первого места в «Турнире звёзд» в Монреале (1979). В 1978 году Карпов защитил титул в матче против Виктора Корчного, который приобрёл колоссальное политическое значение, так как за два года до этого Корчной после турнира в Нидерландах попросил политическое убежище (стал невозвращенцем). В матче, который игрался по новым правилам без ограничения по количеству партий, Карпов вёл со счётом: 5:2, позволил претенденту сравнять счёт, но всё же победил: +6 —5 =21. Через три года Корчной ещё раз выиграл претендентский цикл, но в новом матче преимущество чемпиона было уже более весомым. В этот же период две подряд олимпиады впервые с 1952 года окончились не победой СССР: в 1976 году на фоне разрыва советско-израильских отношений советская сборная бойкотировала олимпиаду в Хайфе, которую выиграла команда США, а через два года в Буэнос-Айресе без Карпова, только что закончившего титульный матч, уступила первое место Венгрии.

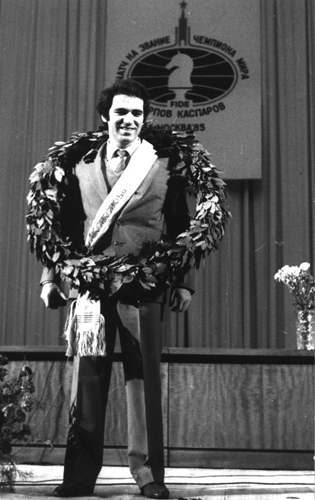
Гарри Каспаров после окончания матча за звание чемпиона мира 1985

В 1984 году следующим соперником Карпова стал 21-летний советский гроссмейстер Гарри Каспаров. В финале отборочного цикла он победил неожиданно добравшегося до этой стадии 63-летнего Василия Смыслова, а в полуфинале — Виктора Корчного. Каспаров стал известен всему шахматному миру в 1979 году, когда в шестнадцать лет мастером был допущен в гроссмейстерский турнир в Баня-Луке (Югославия), в котором победил c отрывом в два очка. В последующих годах он победил в чемпионате мира среди юниоров (1980), разделил первое место в 49-м чемпионате СССР (самый молодой его победитель) и входил в состав сборной СССР, выигравшей олимпиады 1980 и 1982 годов. Летом 1984 года в матче «Сборная СССР против сборной мира» (ремейке матча 1970 года) советская команда, возглавляемая Карповым и Каспаровым, победила со счётом 21:19, а чемпион и претендент выиграли микроматчи у соответственно Ульфа Андерссона (Швеция) и Яна Тиммана (Нидерланды) со счётом 2½:1½. В матче до шести побед Карпов одержал четвёртую уже в девятой партии. Дальше последовала длительная серия ничьих, а 27-ю партию снова выиграл действующий чемпион. Но затем Каспаров перехватил инициативу, а после побед Каспарова подряд в 47-й и 48-й партий впервые в истории президент ФИДЕ Флоренсио Кампоманес прервал матч, мотивировав это тем, что его продолжение может нанести вред здоровью игроков. Оба участника протестовали, заверяя, что готовы продолжать борьбу, но это не повлияло на решение. Состоявшийся вскоре конгресс ФИДЕ вернул формулу матча «на большинство из 24 партий». Новый матч между теми же соперниками состоялся осенью 1985 года, победив со счётом 13:11, Каспаров стал тринадцатым чемпионом мира. В 1986 году Каспаров выиграл и матч-реванш. Каспаров и Карпов провели между собой ещё два матча: в 1987 году (12:12, Каспаров сохранил титул, выиграв последнюю партию) после того, как Карпов на правах предыдущего чемпиона мира выиграл у победителя претендентского цикла Андрея Соколова (СССР), и в 1990 году (Карпов в финале очередного цикла Яна Тиммана, в титульном мачте Каспаров победил 12½:11½). Личное противостояние Карпова и Каспарова, которые провели пять матчей за звание чемпиона мира и сыграли в них между собой 144 партии, не имеет аналогов в истории шахмат.
Женским титулом с 1962 по 1978 год владела советская шахматистка, грузинка по национальности Нона Гаприндашвили. Она победила Елизавету Быкову со счётом 9:2, успешно защищала титул против соотечественниц Аллы Кушнир (трижды) и Наны Александрии. Гаприндашвили стала первой после Веры Менчик шахматисткой, успешно игравшей в мужских турнирах, а после дележа первого места на турнире в Лон-Пайне (1977) она стала первой женщиной, которой был присвоен титул мужского гроссмейстера. Продолжением грузинского феномена советских шахмат стал состоявшийся в 1978 году матч между Гаприндашвили и двадцатисемилетней Майей Чибурданидзе, в котором более молодая шахматистка победила: 8½: 6½. Кроме того, претендентками становились Нана Александрия (1975 и 1981) и Нана Иоселиани (1988 и 1993).
Во второй половине XX века были заложены основы компьютерных шахмат. Шахматы интересовали многих пионеров информатики, поскольку в них решались сходные задачи расчёта, анализа, выбора лучшего продолжения и т. д. В 1950 году в Philosophical Magazine вышла статья Клода Шеннона «Programming a Computer for Playing Chess», в которой были сформулированы основные задачи создания шахматной программы: её эффективность определялась способностью перед каждым ходом проводить оценку позиции и с учётом этой оценки делать выбор из всех теоретически возможных в данной позиции ходов. Шеннон не принимал участия в разработках шахматных программ, но его статья считается фундаментальной вехой в этой области. Программы, которые могли играть осмысленные партии, были разработаны к концу 1950-х годов. В 1966—1967 годах состоялся матч между программой, разработанной группой учёных советского Института теоретической и экспериментальной физики (Г. Адельсон-Вельский, В. Арлазаров и др.), и Kotok-McCarthy, созданную студентами Массачусетского технологического института под руководством профессора Джона Маккарти и с использованием алгоритма альфа-бета-отсечения, над которым много работал Маккарти. На базе разработки ИТЭФ была создана программа «Каисса», победившая в первом чемпионате мира среди компьютерных программ (1974 год, участвовали 13 программ, каждая из которых сыграла четыре партии). В 1968 году британский мастер Дэвид Леви заключил пари с Маккарти, что в течение десяти лет ни одна шахматная программа не победит его в матче. Леви выиграл это пари, хотя уровень игры программ прогрессировал, в 1978 году Леви победил действующего чемпиона мира среди шахматных программ Chess 4.7 со счётом 4½:1½. Только в 1989 году разработанный IBM компьютер Deep Thought выиграл у Леви со счётом 4:0. В том же году Deep Thought проиграл обе партии в матче против Каспарова.

## Современное состояние
Распад СССР существенно изменил соотношение сил в международных шахматах. На олимпиаде 1992 года в Маниле победила сборная России, которую возглавлял Каспаров, а второе и третье место заняли сборные новых независимых государств — Узбекистана и Армении. Женскую олимпиаду выиграла сборная Грузии, второе место заняла команда Украины.
В 1990-х годах формат проведения соревнований эволюционировал в сторону ускорения партии. Новые модели электронных шахматных часов с добавлением времени после каждого хода (наиболее употребимыми стали «часы Фишера») сделали возможным переход от «классического» контроля времени (например, два часа каждому игроку на первые сорок ходов, час на следующие двадцать, полчаса до конца партии — партия могла длиться 6—7 часов) к контролю времени вида «полтора часа на всю партию плюс тридцать секунд за каждый ход». Это, а также повышение качества шахматных компьютеров в течение 1990-х годов полностью исключило практику откладывания партии с доигрыванием на следующий день. В качестве тай-брейка в регламентах турниров появились дополнительные партии в быстрые шахматы и блицпартии. В первом раунде матчей претендентов 1988 года между Кевином Спрагеттом и Андреем Соколовым исход определялся в дополнительных партиях с укороченным контролем времени. Постепенное распространение Интернета сделало возможным проведение интернет-турниров, в том числе с блицконтролем.
В феврале 1993 года Гарри Каспаров и победитель претендентского цикла английский гроссмейстер Найджел Шорт отказались проводить очередной матч на первенство мира под эгидой ФИДЕ. Формальным поводом в открытом письме Каспарова и Шорта было названо решение ФИДЕ избрать местом проведения титульного матча Манчестер без консультаций с чемпионом и претендентом. В том же письме подписанты выразили намерение учредить новую организацию — Профессиональную шахматную ассоциацию. В марте того же года ФИДЕ объявила, что лишает Каспарова титула и признает чемпионом победителя будущего матча между полуфиналистом матчей претендентов с лучшим рейтингом Карповым и финалистом Тимманом (очередь «запасных» участников матча на первенства мира была определена решением на конгрессе ФИДЕ в 1989 году). Матчи на первенство мира по версии ПША и по версии ФИДЕ состоялись осенью 1993 года соответственно в Лондоне и в Нидерландах и Индонезии. Каспаров победил Шорта 12½:7½, Карпов Тиммана — 12½:8½. В 1994 году на ежегодном турнире в Линаресе случился один из главных триумфов в карьере Карпова: 11 из 13, без поражений, отрыв в 2½ очка от Каспарова и Алексея Широва. Этот результат был эквивалентен рейтингу Эло в 3000 пунктов.

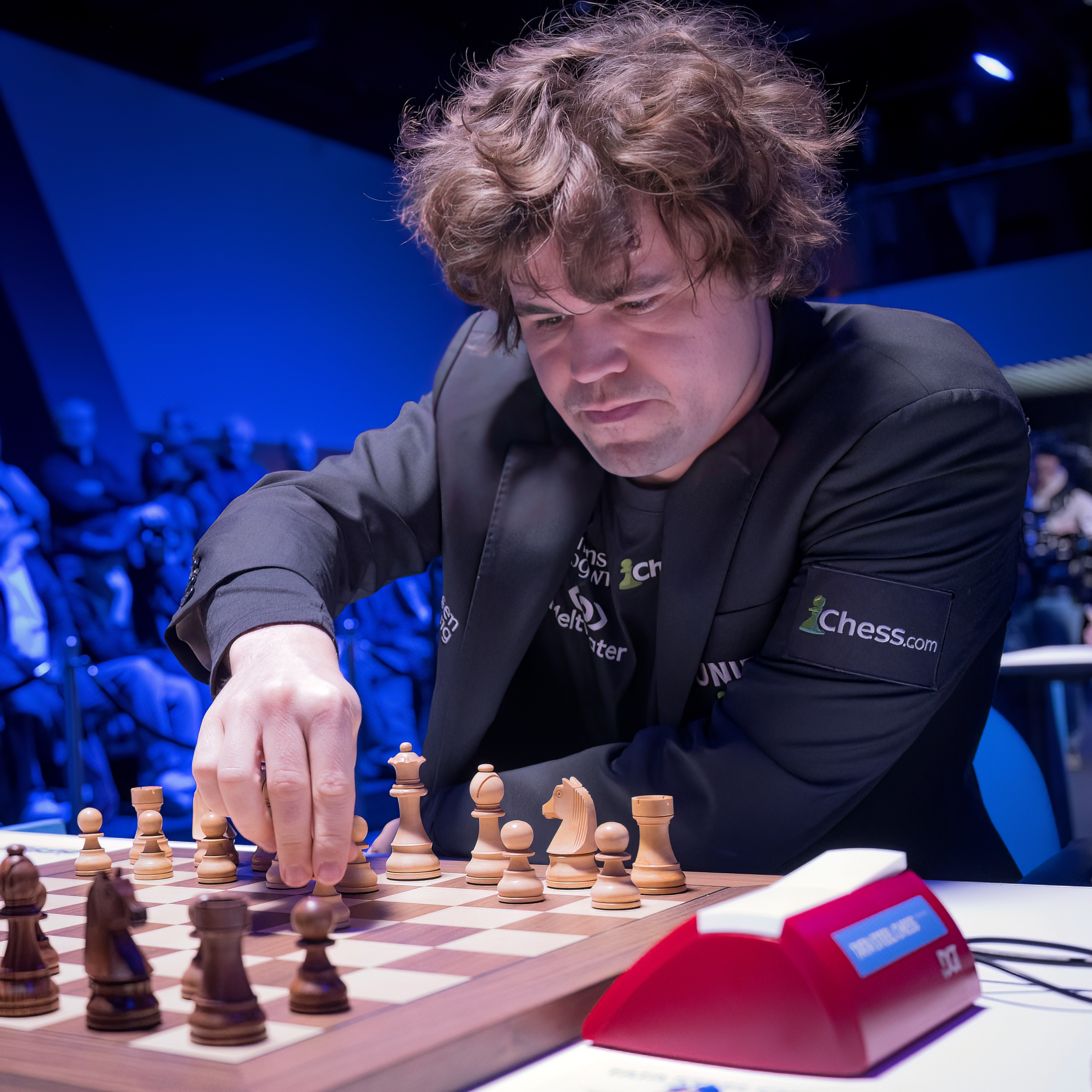
Магнус Карлсен, чемпион мира в 2013—2023 годах

В 1994 году на конгрессе ФИДЕ в Москве Кампоманес был переизбран президентом организации на очередной срок. Год спустя на конгрессе в Париже он подал в отставку после резкой критики со стороны центрального комитета (коллегиальный орган ФИДЕ) за несоблюдение сроков проведения очередного титульного матча и за продолжающийся раскол с ПША. Кампоманес предложил кандидатуру Кирсана Илюмжинова, которого генеральная ассамблея избрала подавляющим большинством голосов. В 1994—1996 годах параллельно прошли очередные циклы розыгрыша званий чемпиона мира по версиям ПША и ФИДЕ, в которых могли принимать участие одни и те же шахматисты. Соперником Каспарова стал индиец Вишванатан Ананд, их матч в Нью-Йорке осенью 1995 года игрался на большинство из 20 партий и окончился победой чемпиона 10½:7½. Соперником Карпова, который стартовал с полуфинала и выбил Бориса Гельфанда, стал американец Гата Камский, который в финале цикла ПША проиграл Ананду, но прошёл его, а затем в финале — Валерия Салова в цикле ФИДЕ. Матч Карпов — Камский прошёл летом 1996 года в Элисте, Карпов победил с таким же счётом 10½:7½. ПША провела серию круговых супертурниров и гран-при по быстрым шахматам, но в 1996 году по сути прекратила существование после того, как спонсировавшая её корпорация Intel отказалась продолжить финансирование (по распространённой версии, это стало следствием того, что Каспаров провёл матч с компьютером Deep Blue — разработкой IBM, конкурента Intel, хотя сам Каспаров утверждал, что Intel приняла это решение ещё до начала переговоров о матче).
В 1997 году по решению Илюмжинова формат чемпионата мира ФИДЕ был изменён: чтобы сделать соревнования более зрелищными, титул разыгрывался в турнире по олимпийской системе (нокаут-системе), в котором могло принимать участие более сотни шахматистов. Первый такой турнир состоялся в конце 1997 года в Гронингене. Каспаров отказался от участия в этом и последующих турнирах по нокаут-системе, и чемпион мира по версии ФИДЕ Карпов был допущен сразу в финал, где его соперником стал победитель олимпийского турнира Ананд. В титульном матче (Лозанна, январь 1998 года) Карпов победил: 5:3. В последующих турнирах действующий чемпион не получал преференций, и Карпов не принял участия в следующем чемпионате мира (Лас-Вегас, 1999), в котором победил российский гроссмейстер Александр Халифман. В дальнейшем победителями чемпионатов мира по нокаут-системе становились Вишванатан Ананд (2000), Руслан Пономарёв (2002) и Рустам Касымджанов (2004). Турнир 2004 года в Ливии стал последним в таком формате, в 2005 году чемпион мира определился в турнире по круговой системе в аргентинском Сан-Луисе: с результатом 10 из 14 в нём победил Веселин Топалов. Параллельно с этим Гарри Каспаров владел титулом по «классической» версии, предполагавшей, что новый чемпион мира должен победить в матче предыдущего чемпиона. Следующим после Ананда соперником Каспарова должен был стать Широв, в 1998 году выигравший, по общему мнению, финальный матч претендентов у Крамника, но из-за трудностей с финансированием переговоры о матче сорвались, и в итоге в 2000 году состоялся матч Каспаров — Крамник под эгидой компании Braingames, в котором Крамник добился «сухой» победы (две выигранных партии при тринадцати ничьих). В 2004 году Крамник защитил титул в матче против Петера Леко. В 2006 году в Элисте прошёл объединительный матч Крамник — Топалов. Матч был омрачён так называемым туалетным скандалом: команда Топалова обвинила Крамника, часто посещавшего туалетную комнату, в том, что он мог получать подсказки компьютера. Никаких доказательств этому не было обнаружено, но в ходе разбирательства Крамник отказался явиться на пятую партию матча, в которой ему было засчитано поражение. Матч окончился победой Крамника на тай-брейке в быстрые шахматы (6:6, 2½:1½), таким образом, россиянин стал первым «объединённым» чемпионом мира.
Последнее десятилетие XX века в шахматах ознаменовалось ещё одним важным событием — компьютерные шахматы достигли достаточно высокого уровня, чтобы превзойти человека. По подсчётам специалиста по компьютерным шахматам, профессора Университета Макгилла М. Ньюборна, в период с 1986 по 2000 год рейтинг лучшей шахматной программы рос в среднем на 50 пунктов в год. Лавинообразный рост скорости работы процессоров, появление мультиядерных процессоров, улучшение алгоритмов, увеличившиеся объёмы памяти, позволившие подключить таблицы малофигурных окончаний, привели к тому, что к началу XXI века появились общедоступные программы, способные в режиме реального времени играть на уровне гроссмейстеров. К началу 1990-х годов использование компьютеров как дополнительного инструмента при домашней подготовке стало нормой для профессиональных шахматистов. В 1996 году Гарри Каспаров победил в матче компьютер Deep Blue со счётом 4:2, но проиграл вторую партию матча, а в 1997 году проиграл матч ему же со счётом 2½:3½, это событие считается историческим рубежом. В 2005 году Майкл Адамс, бывший одним из восьми участников чемпионата мира, проиграл матч программе Hydra со счётом ½:5½. В 2006 году Крамник проиграл программе Fritz со счётом 2:4, при этом не одержал ни одной победы, а во 2-й партии зевнул мат в 1 ход. Ньюборн комментировал это в том духе, что матч чемпиона мира против компьютерной программы в будущем уже не представляет интереса.

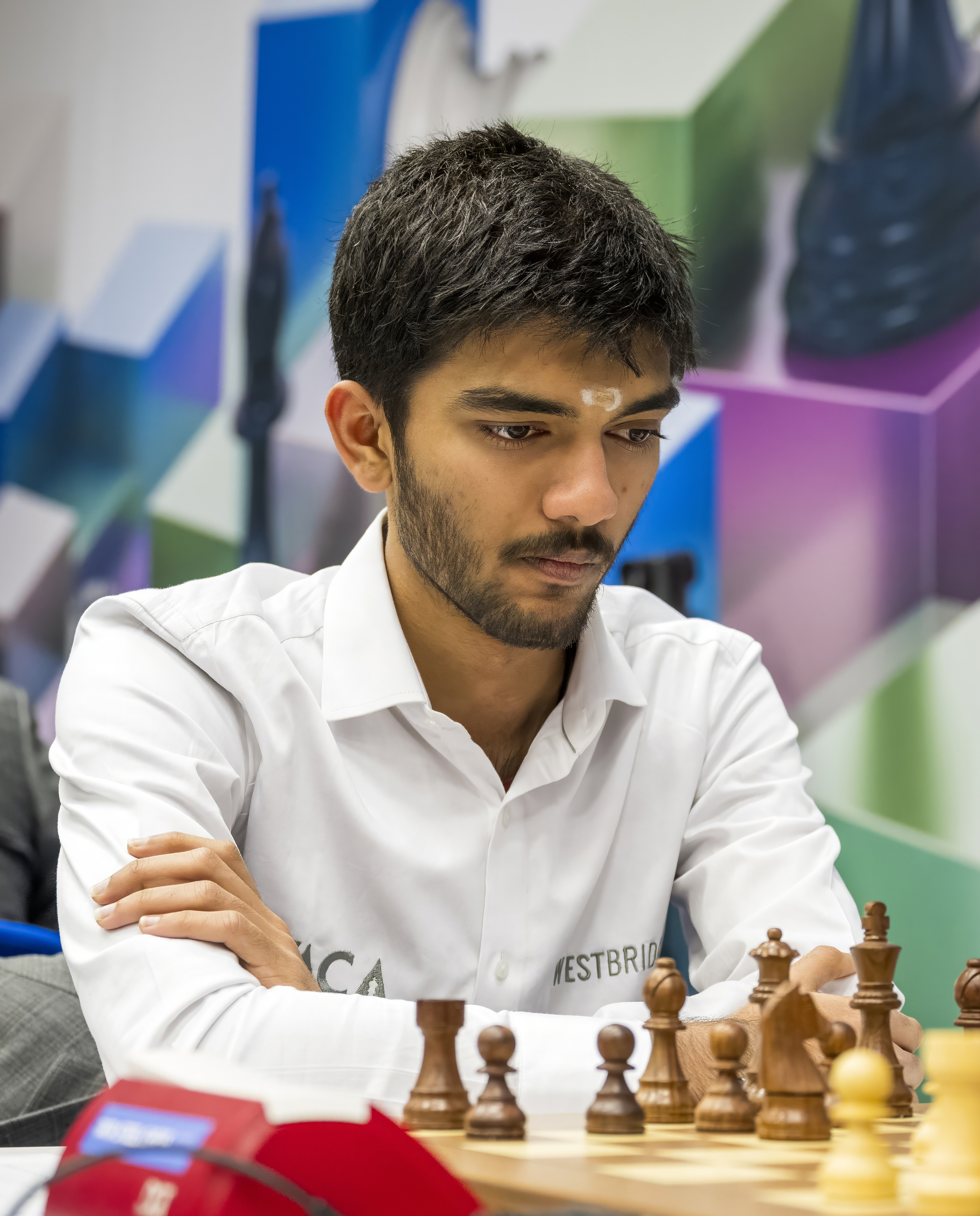
Гукеш, действующий чемпион мира с 2024 года.

В соответствии с решением ФИДЕ новый чемпион мира определился в 2007 году в турнире по круговой системе, в котором Крамник участвовал на равных с прочими претендентами. В нём победил Вишванатан Ананд, в следующем году защитивший титул в матч-реванше против Крамника. В 2010 и 2012 годах соответственно Ананд победил в матчах Топалова и Гельфанда (последнего — по результатам тай-брейка). В 2012 году ФИДЕ заключила долгосрочный контракт, по которому права на организацию и маркетинг чемпионата мира, Кубка мира и Гран-при ФИДЕ были переданы компании Agon Limited, принадлежавшей американскому предпринимателю Эндрю Полсону. В 2014 году Полсон за символическую сумму продал Agon её директору Илье Мерензону. В 2013 году соперник чемпиона мира впервые за десятки лет был определён в турнире претендентов, проходившем по круговой системе. Турнир претендентов в Лондоне выиграл норвежец Магнус Карлсен, с 2011 года бессменный номер 1 мирового рейтинга. По дополнительным показателям Карлсен опередил Крамника. В том же году Карлсен досрочно победил Ананда в титульном матче со счётом 6½:3½. Карлсен защитил титул в матчах против победителей следующих турниров претендентов, проходивших в том же формате, — Ананда (2014), россиянина Сергея Карякина (2016), Фабиано Каруаны (2018) и россиянина Яна Непомнящего (2021). В матчах 2016 и 2018 годов победитель определялся на тай-брейке в быстрые шахматы после равного счёта по итогам партий с классическим контролем времени. В июле 2022 года Карлсен отказался защищать звание чемпиона мира после того, как в турнире претендентов определился его соперник, которым снова стал Непомнящий. В титульном матче соперником Непомнящего стал занявший второе место в турнире претендентов Дин Лижэнь. После равного результатам по итогам 14 партий Дин победил на тай-брейке 2½:1½. После этого Дин Лижэнь редко играл в турнирах, показывая не лучшие результаты. Победителем следующего турнира претендентов стал Доммараджу Гукеш, самый молодой в истории. Многие думали, что Гукеш выиграет матч у Дин Лижэня досрочно, но в итоге он сделал это с минимальным счётом 7½-6½. Матч был полон ошибок с обеих сторон, в последней партии китаец совершил грубейший одноходовый зевок и проиграл ничейную позицию. 

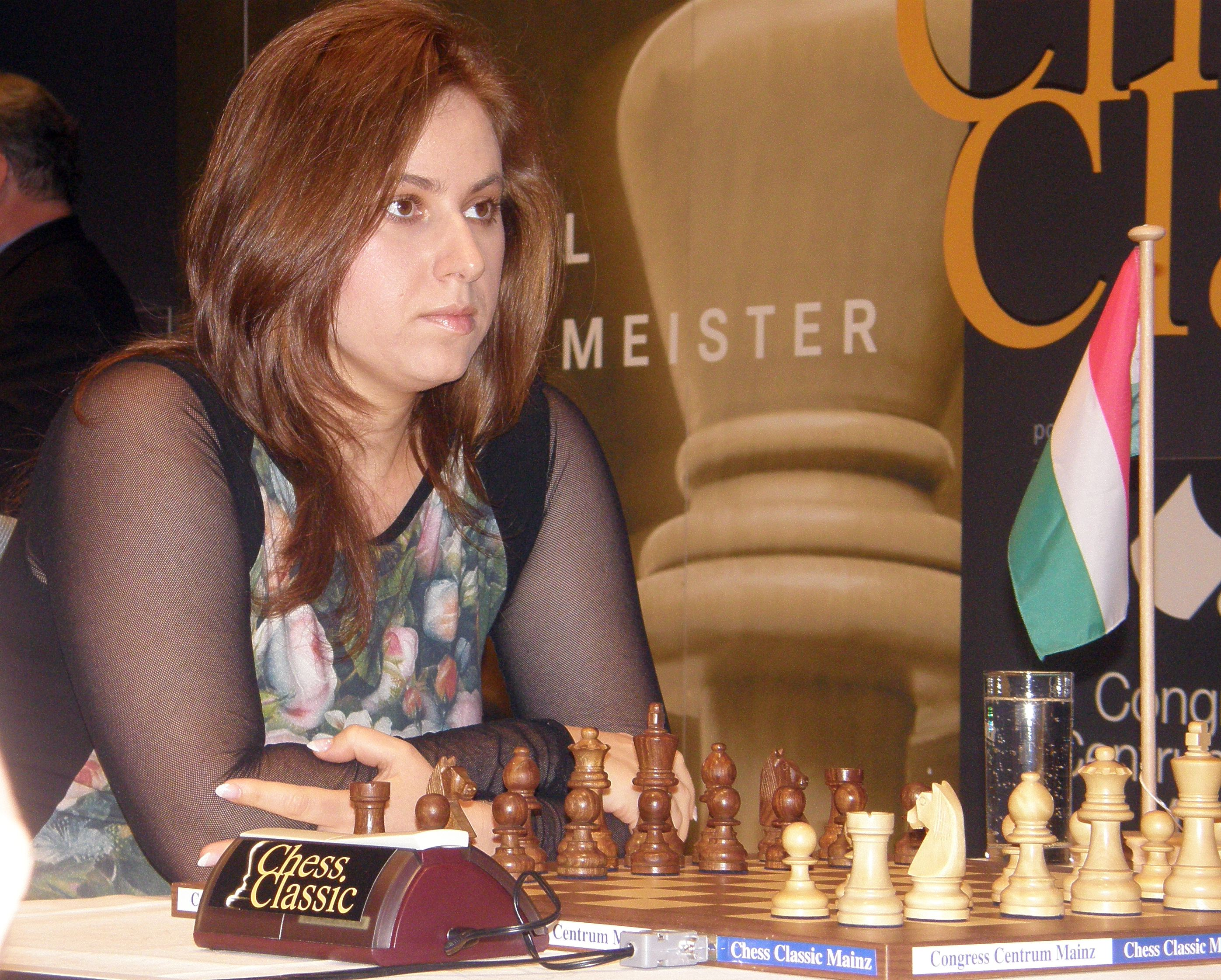
Полгар в 2008 году

В 1991 году китаянка Се Цзюнь в титульном матче победила Майю Чибурданидзе, прервав доминирование советской шахматной школы в женских шахматах. В 1996 году Се Цзюнь уступила Жуже Полгар, но в 1999 году ФИДЕ лишила Полгар титула, так как она не приступила к защите в положенные сроки после рождения ребёнка. С 2001 года ФИДЕ стала проводить по нокаут-системе и женский чемпионат мира, первый турнир в 2001 году в Москве выиграла Чжу Чэнь. В следующих чемпионатах мира побеждали Антоанета Стефанова (2004), Сюй Юйхуа (2006), Александра Костенюк (2008) и Хоу Ифань (2010). С 2011 года ФИДЕ чередовала чемпионаты мира по нокаут-системе и титульные матчи с участием действующей чемпионки. В 2012 и 2015 годах чемпионаты по нокаут-системе выигрывали украинки Анна Ушенина и Мария Музычук, в 2013 и 2016 годах Хоу Ифань побеждала действующую чемпионку мира в матчах. В 2018 году китаянка Цзюй Вэньцзюнь, ранее победившая в матче на первенство мира соотечественницу Тань Чжунъи (победительницу чемпионата по нокаут-системе 2017 года), защитила титул в финале следующего чемпионата мира (2018) против Екатерины Лагно. При этом общепризнанно сильнейшей шахматисткой мира этого периода и в целом в истории была младшая сестра Жужи Полгар — Юдит Полгар, выступавшая исключительно в мужских турнирах. Она некоторое время входила в топ-10 мирового рейтинга и в турнирных партиях побеждала всех ведущих шахматистов. Её наивысшим достижением считается супертурнир в Вейк-ан-Зее 2003 года, в котором она заняла второе место и опередила действующего чемпиона мира Крамника. В 2005 году, незадолго до этого вернувшись в шахматы после рождения сына, Полгар достигла рекордного рейтинга в 2735 пунктов.
Стремление избежать накопленного шахматной теорией массива изученных дебютных вариантов привело к появлению альтернативных вариантов шахмат, один из самых популярных — это шахматы с выбранной случайным образом расстановкой фигур, предложенные Фишером в 1996 году (шахматы Фишера или шахматы-960 — по количеству возможных начальных позиций). Предполагается, что в шахматах Фишера наибольшее преимущество получают шахматисты с развитыми игровыми навыками, а не с богатой домашней подготовкой или умением разыгрывать стандартные позиции. В 2000-х годах в Майнце одновременно с соревнованиями по быстрым шахматам проходили показательные соревнования по шахматам Фишера с участием ведущих гроссмейстеров. В 2018 году Карлсен в показательном матче по шахматам Фишера с рапид- и быстрым контролем времени с общим счётом 14:10 победил американца Хикару Накамуру.